# Omán
Omán, oficialmente el Sultanato de Omán (en árabe: سلطنة عُمان‎ Sulṭanat ʻUmān), es un país localizado al occidente de Asia, en la costa oriental de la península arábiga. Limita con los Emiratos Árabes Unidos al noroeste, con Arabia Saudita al oeste y con Yemen al suroeste. La costa está conformada por el mar Arábigo al sur y al este, y por el golfo de Omán al noreste. Posee también dos enclaves, la península de Musandam, al norte de los Emiratos Árabes Unidos, y Madha, al este de ese mismo país.[cita requerida]
Omán fue fundado como un Imanato en el año 751, convirtiéndolo en el Estado más antiguo del mundo árabe. Desde el siglo XVII fue una importante potencia marítima, entrando en conflicto con Portugal y los Países Bajos por control del golfo Pérsico y el océano Índico. La influencia o control omaní se extendía por el estrecho de Ormuz hasta Irán, y lo que es actualmente Pakistán, llegando por el sur hasta Zanzíbar. Su poder declinó durante el siglo XIX y el sultanato quedó bajo la influencia de Gran Bretaña. Si bien Omán nunca formó parte formalmente del Imperio británico, sí adoptó un estatus de protectorado. Actualmente Omán posee fuertes lazos militares y políticos con el Reino Unido y los Estados Unidos, aunque mantiene una política exterior independiente.
Omán es una monarquía absoluta en la cual el sultán de Omán ejerce autoridad absoluta, pero su parlamento tiene algunos poderes legislativos y de supervisión. En noviembre de 2010, el Programa de Desarrollo de las Naciones Unidas nombró a Omán, de entre 135 países en todo el mundo, como el país que más había mejorado durante los 40 años precedentes. Según índices internacionales de 2010, Omán es uno de los países más desarrollados y estables del mundo árabe.

## Etimología
El origen exacto del nombre del país se desconoce. Algunas de las menciones más antiguas de la región son la Omana de Plinio el Viejo y el Omanon de Ptolomeo (Όμανον εμπόριον), ambos probablemente se referían al puerto de Sohar. Se piensa que el origen etimológico de estos vocablos proviene del árabe aamen o amoun (gente «sedentaria», lo contrario a los beduinos), aunque también se han propuesto otros epónimos (Oman bin Ibrahim al-Khalil, Oman bin Siba' bin Yaghthan bin Ibrahim, Oman bin Qahtan, y el Lot bíblico). Otros más piensan que deriva de un valle de Yemen con el mismo nombre, supuestamente el origen de los fundadores del país.

## Historia

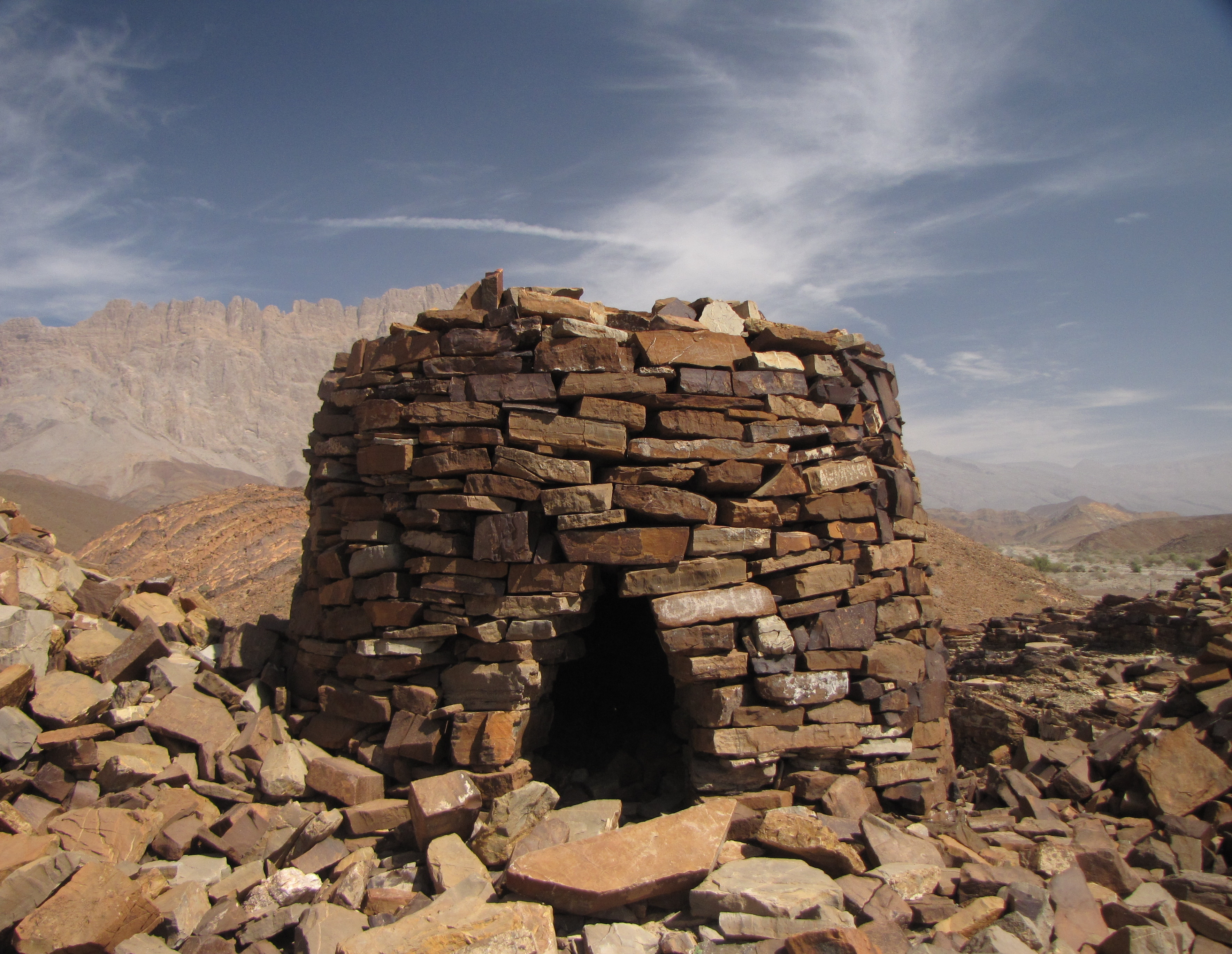
Tumba en Al Ayn, un lugar declarado Patrimonio de la Humanidad.

El territorio de Omán aparece mencionado en una tableta grabada en la esfinge de Guiza, Egipto, hacia el año 1530 a. C. Los geógrafos griegos y latinos (Tolomeo, Plinio) tuvieron noticias de la existencia de esta parte de la península arábiga. A principios del siglo III, un jefe árabe procedente de Hira, en la Mesopotamia, fundó un reino en Omán que mantuvo su independencia hasta la aparición del islam (siglo VII). Mascate, que siempre estuvo unida a la historia de Omán, fue un centro importante a partir del siglo VI a. C., cuando los persas sasánidas controlaron el puerto. Los omaníes aceptaron el islam en el mismo siglo VII. Bajo los primeros califas, el país, muy alejado de los centros del poder (La Meca y Damasco), llevó una existencia política casi independiente, viviendo del comercio con la costa oriental africana. Los omaníes eligieron a su primer imán independiente en el año 751, cuando cayó el califato omeya de Damasco y la sede califal se trasladó a Bagdad. Omán se convirtió en el refugio de los disidentes jariyíes del califato de Bagdad. La rama Ibadí del movimiento jariyí fue la que se impuso en Omán en el siglo XIII. A esta rama perteneció la primera dinastía de imanes.

### Portugueses
En 1507 los portugueses fueron los primeros europeos en llegar a Omán y, bajo las órdenes de Afonso de Alburquerque, tomaron la ciudad de Mascate un año después. 
Una década después del exitoso viaje de Vasco da Gama alrededor del Cabo de Buena Esperanza y a la India en 1497-1498, los portugueses llegaron a Omán y ocuparon la región durante un período de 143 años, de 1507 a 1650. Necesitaban un puesto avanzado para proteger su rutas marítimas, los portugueses construyeron y fortificaron las ciudades y pueblos, donde aún existen restos de su estilo arquitectónico colonial. Una flota otomana habría saqueado Mascate en 1552, durante la lucha por el control del golfo Pérsico y el océano Índico. Varias ciudades de Omán se colonizaron a principios del siglo XVI para controlar las entradas del golfo Pérsico y el comercio en la región. Formaba parte de una red de fortalezas que los portugueses tenían en la región, desde Basora hasta Ormuz. Varias ciudades fueron dibujadas en el siglo XVII como aparece en el Libro de la fortaleza de António Bocarro.

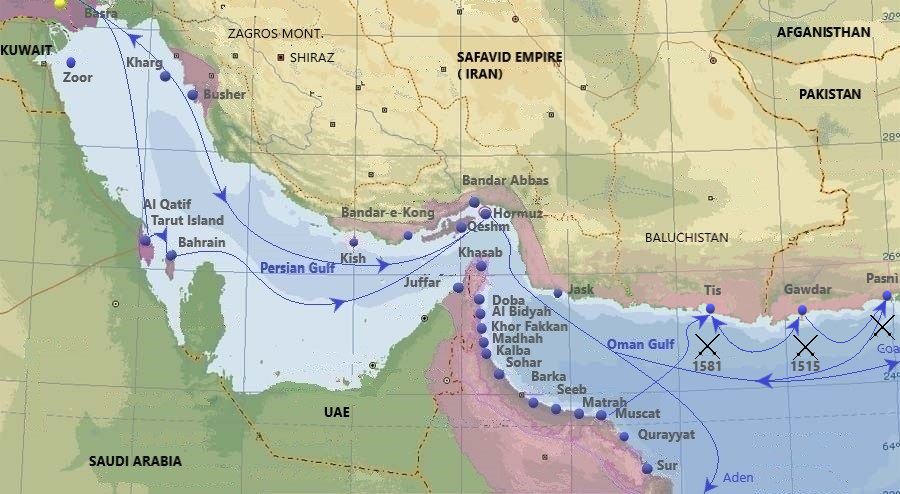
Portugueses en el golfo Pérsico y el golfo de Omán en el ; 17 y 18

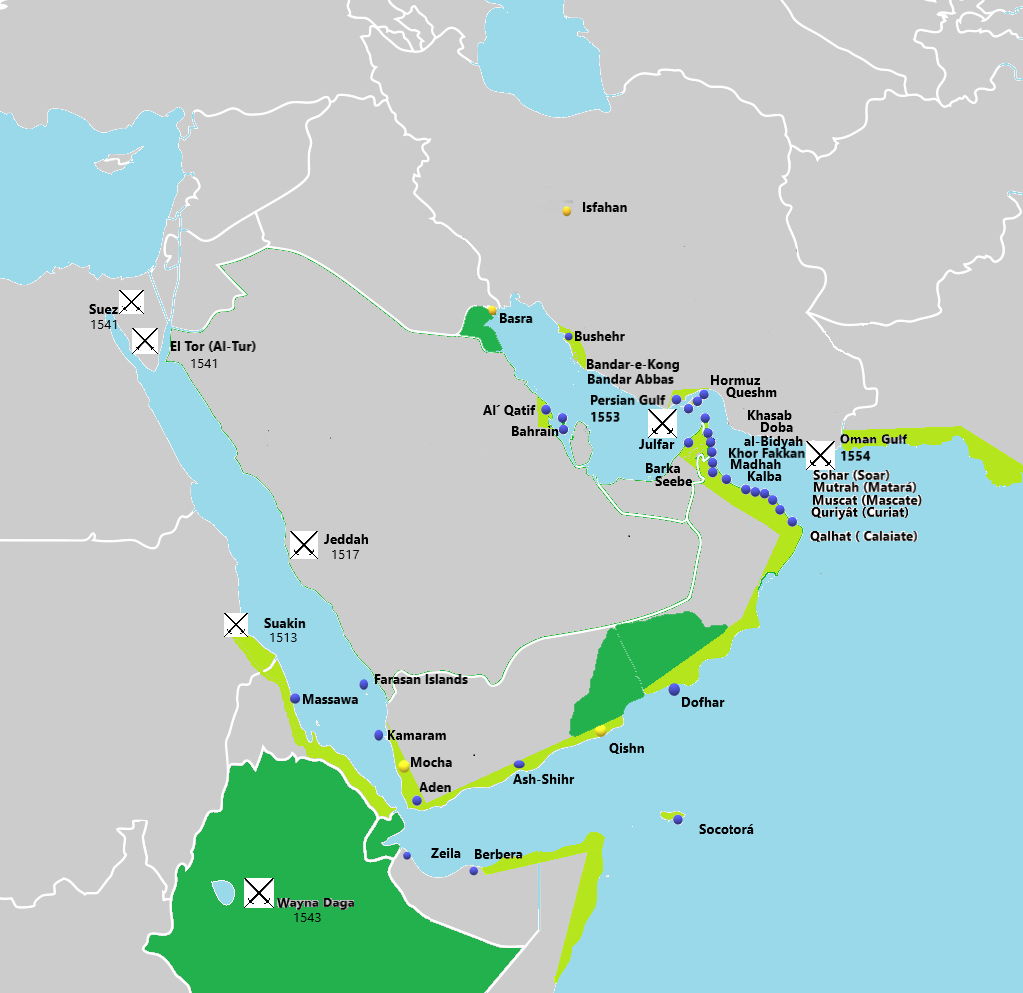
Dominios portugueses en Omán, Golfo Pérsico y Mar Rojo_ Verde Claro - Territorios portugueses y principales localidades. Verde oscuro - Reino aliado o bajo la influencia de los portugueses.

El golfo Pérsico y el golfo de Omán fueron escenario de algunas de las batallas de los conflictos otomano-portugueses durante el siglo XVI.

### Europeos y omaníes
Los británicos, holandeses e iraníes tardaron en responder al monopolio portugués más de 140 años después, y en 1744 el imán Ahmad bin Said al-Busaidi, fundador de la dinastía actual, expulsó a los iraníes, que habían ocupado parte de la costa.
Los omaníes se convirtieron a finales del siglo XVIII en una gran potencia naval y comercial en el Índico. Entre 1710 y 1855, años del reinado de Said Sultán, los omaníes dominaron Zanzíbar y parte de la costa oriental africana. La pérdida de Zanzíbar, que se declaró independiente en 1856, y la intervención europea (alemana y británica) en África oriental mermaron el poder de Omán. A finales del siglo XIX, tras una serie de acuerdos, Gran Bretaña instaló en Omán un protectorado, quedando la casa reinante en el trono.
En 1913 la rivalidad entre el imán de Omán y el sultán de Mascate provocó una rebelión en la que las tribus del interior apoyaron al imán. La paz se restableció en 1920 con el tratado de Sib, y duró hasta 1954, cuando el sucesor del imán inició una nueva rebelión esta vez apoyado por Egipto y Arabia Saudí. Sin embargo, con el apoyo de los británicos, los ejércitos del sultán pusieron fin a la rebelión en 1959. Ese conflicto se conoce como la Guerra de Jebel Akhdar.
De 1964 a 1976, la región muy pobre de Dhofar fue escenario de un conflicto entre el ejército del sultán y un movimiento rebelde. La rebelión logró avanzar en los primeros años y pronto rodeó la ciudad de Sallah, la principal ciudad de la región. Se celebraron dos congresos para definir los objetivos políticos del movimiento, en 1965 y 1968. Durante el segundo congreso, el Frente de Liberación de Dhofar se convirtió en el Frente Popular para la Liberación de Omán y el Golfo Arábigo. El programa adoptado en estos dos congresos está teñido de comunismo. Su objetivo es establecer una «república popular democrática» y expulsar al ejército británico de Omán. El Frente trata de establecer una Constitución, abolir la ley marcial, restablecer la libertad de prensa y de expresión y garantizar los derechos de las minorías. En materia económica, pretende nacionalizar las empresas petroleras, desarrollar industrias e implementar la reforma agraria. Por lo tanto, el Frente pide más justicia social y afirma su apoyo a todos los movimientos de liberación de Asia y África. También se hace referencia a la lucha palestina.
El ejército del Sultán no podía contener los avances del Frente, que contaba con el apoyo de gran parte de la población. En 1970, a pesar de la intervención de la Real Fuerza Aérea Británica, los insurgentes controlaban la mayoría de los puntos estratégicos de la región. Ante esta situación crítica, los británicos decidieron poner fin al reinado del sultán Said, que se vio obligado a abdicar en favor de su hijo Qabus ibn Said durante un golpe de Estado en julio de 1970. El nuevo soberano siguió una política de mejora de las condiciones socioeconómicas de su país y de reconstrucción de sus fuerzas armadas, con la ayuda de un fuerte aumento de los ingresos del Estado tras la crisis del petróleo de 1973. Con el apoyo de los ejércitos iraní y británico, el régimen iba logrando gradualmente someter a la insurgencia.
El 23 de julio de 1970 el nuevo sultán Qabus ben Said cambió el nombre de la nación por Sultanato de Omán. En marzo de 2016 arqueólogos que trabajaban en las costas de la isla de Al Hallaniyah identificaron un naufragio que se pensó que era el Esmeralda de la flota de Vasco da Gama de 1502-1503. El naufragio fue descubierto inicialmente en 1998. Más tarde, se llevaron a cabo excavaciones subacuáticas entre 2013 y 2016 gracias a una colaboración entre el Ministerio de Patrimonio y Cultura de Omán y la empresa británica Bluewater Recoveries Ltd. El buque fue identificado gracias a diversos artefactos como una "moneda portuguesa acuñada para el comercio con la India" (actualmente solo se tiene conocimiento de otra moneda del mismo tipo) y balas de cañón de piedra grabadas con lo que parecen ser las iniciales de Vicente Sodré, tío materno de Vasco da Gama y comandante de la Esmeralda.
En los últimos años, Omán ha tenido una relación estrecha con algunos estados occidentales, sobre todo durante la Guerra del Golfo y la invasión de Irak de 2003.[cita requerida]
En 2011, durante la «primavera árabe», tuvieron lugar las protestas en Omán en 2011.
En enero de 2021, se dio a conocer que el Sultanato de Omán tenía heredero por primera vez en su historia. Tal designación recayó en la figura de Sayid Theyazin bin Haizam, de treinta años de edad.

## Política y Gobierno

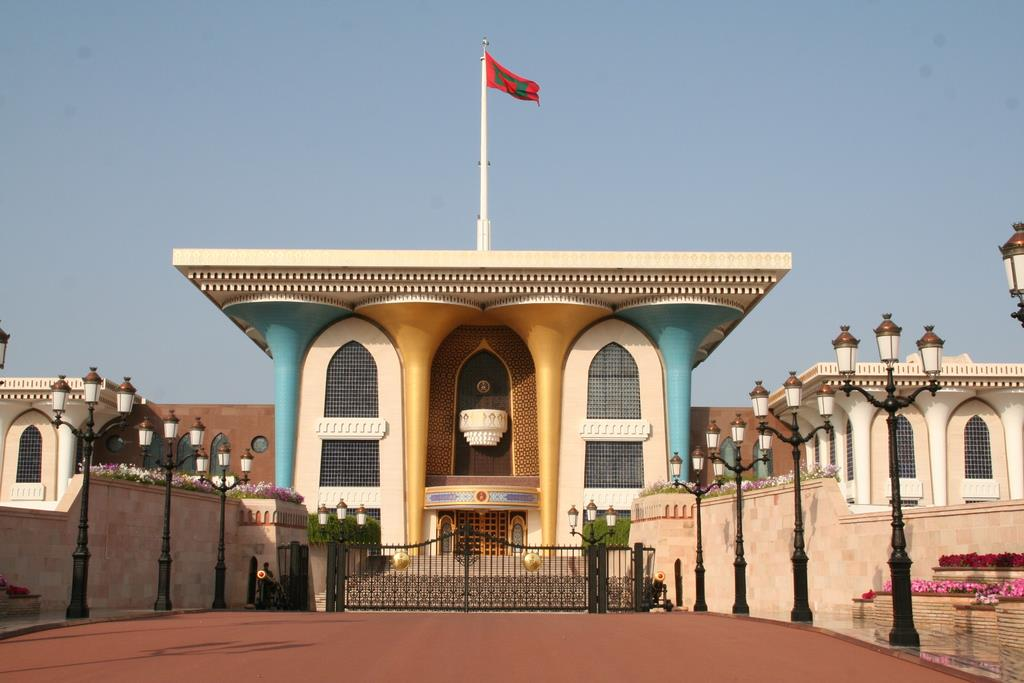
Palacio de Al Alam, residencia del sultán en Mascate.

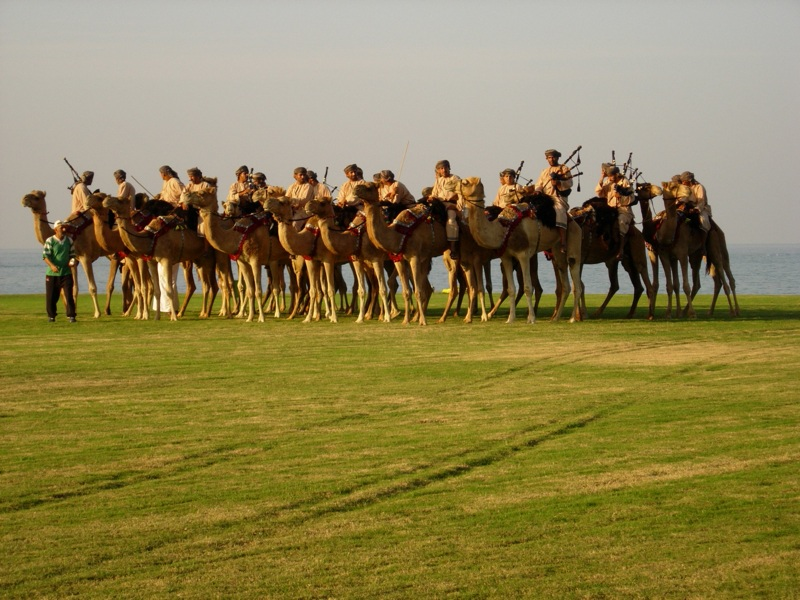
Cuerpo de camelleros de la Real Policía Omaní.

El jefe de Estado y de gobierno es el sultán (Haitham bin Tariq Al Said), gobernante hereditario que elige a un gabinete que lo asiste, con una participación ciudadana del 65.9 % de los 753 260 votantes registrados, siendo la segunda tasa de concurrencia más alta en 12 años. Las funciones del sultán son las de un monarca absoluto. 
No obstante en la década de 1990, el sultán instituyó un consejo asesor electo, el Majlis ash-Shura', la Cámara Baja de 83 miembros; actualmente el Consejo Consultivo de Omán está integrado por 90 miembros elegidos por sufragio directo, con representación proporcional al tamaño poblacional de cada wilayato: uno por cada provincia con menos de 30,000 habitantes y dos para aquellas con más de esa cifra. Su mandato es de cuatro años. Aunque no posee atribuciones legislativas plenas, participa en la revisión de proyectos de ley relacionados con temas económicos y sociales, que posteriormente son remitidos al Sultán, y emite informes sobre diversas materias como transporte, educación o medio ambiente. Las elecciones más recientes se llevaron a cabo el 29 de octubre de 2023, correspondientes al décimo periodo legislativo (2023–2027), con una participación del 65.88 %.  Actualmente está compuesto por 86 miembros designados por el Sultán entre figuras destacadas de la sociedad omaní, para un periodo de cuatro años. Su función principal es consultiva, emitiendo recomendaciones sobre proyectos de ley presentados por el Consejo de Ministros o directamente por el Sultán, además de realizar estudios sobre temas de interés nacional. En el periodo 2023–2027, el Consejo cuenta con 18 mujeres entre sus integrantes. 
El 12 de enero de 2021, Omán estableció por primera vez en su historia la figura del príncipe heredero, mediante la promulgación de una nueva Ley Fundamental (equivalente a una constitución), emitida por decreto del sultán Haitham bin Tariq Al Said. Esta reforma introdujo un mecanismo claro y estable de sucesión al trono. Según el artículo 5 de la Ley Fundamental reformada, la sucesión al sultanato se establece por línea directa, pasando al hijo mayor del sultán, y posteriormente al hijo mayor de este, y así sucesivamente. En virtud de esta disposición, el príncipe Dhi Yazan bin Haitham, hijo mayor del sultán Haitham, se convirtió en el primer príncipe heredero oficial del Sultanato de Omán.
En cuanto a la evaluación de políticas e instituciones (CPIA), se reportaron puntuaciones de 2.7 en gestión económica, 2.8 en políticas estructurales, 2.9 en inclusión social y equidad, y 2.1 en gestión del sector público.
Las elecciones para el décimo mandato del Consejo de la Shura de Omán se celebraron el 29 de octubre de 2023, marcando un hito al ser las primeras elecciones completamente digitalizadas en el país y en la región del Golfo. El proceso se llevó a cabo mediante la aplicación móvil "Intakhib", impulsada por inteligencia artificial con soporte en lenguaje de señas. La digitalización permitió reducir significativamente el personal electoral de 8 000 a 500 personas y eliminar los 110 centros de votación física utilizados en elecciones anteriores. Esta transformación se enmarca en los objetivos de la Visión Omán 2040, que promueve la transparencia, la eficiencia gubernamental y la participación ciudadana. 

### Sistema Legal

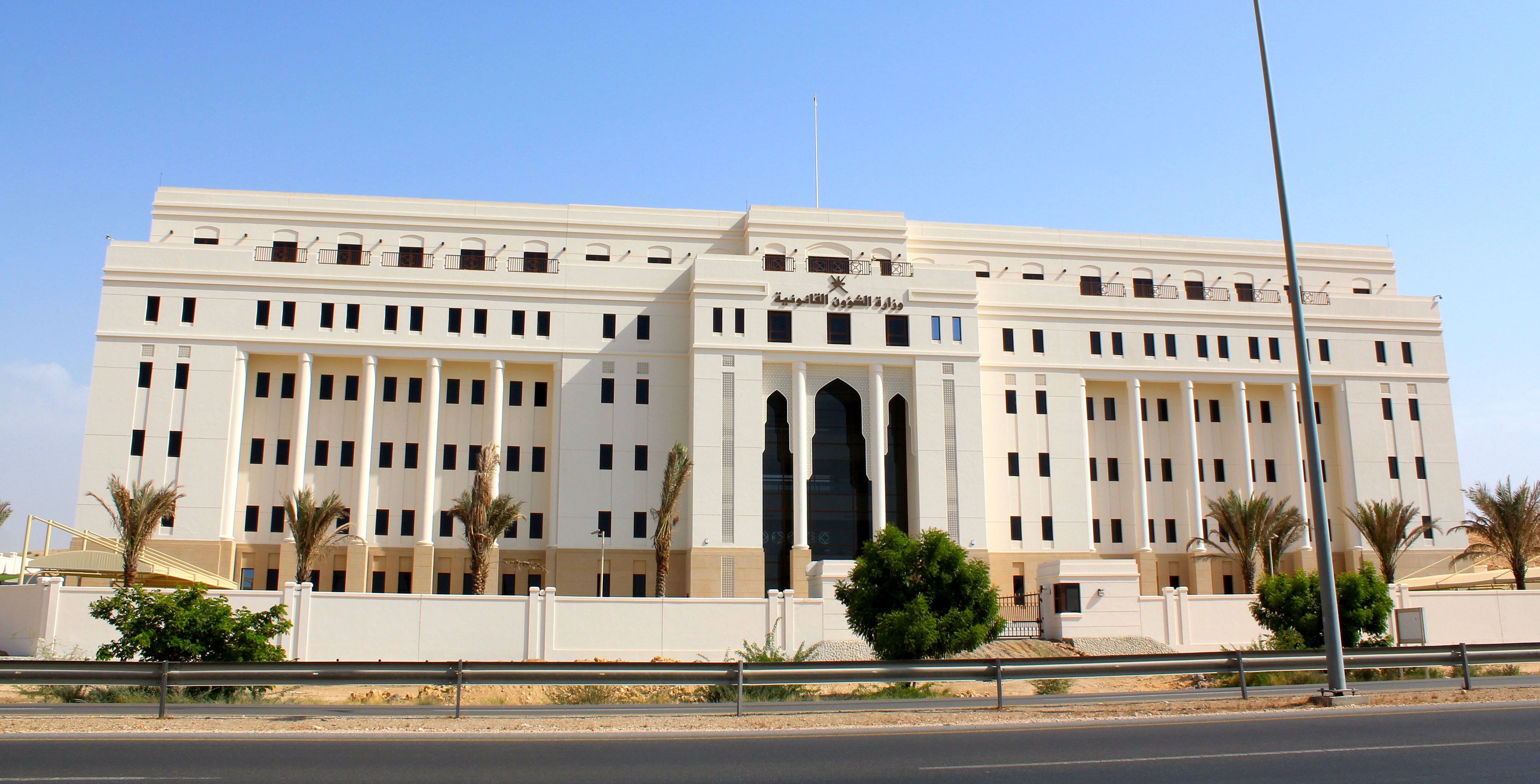
Sede del Ministerio de Asuntos Jurídicos del Sultanato de Omán en Bawshar, Mascate.

Omán es una monarquía absoluta, en la que la palabra del Sultán tiene fuerza de ley. El poder judicial está subordinado al Sultán. Según la Constitución de Omán, la sharia es una de las fuentes de la legislación. Los departamentos de los tribunales de la sharia dentro del sistema judicial civil son responsables de los asuntos de derecho de familia, como el divorcio y la herencia.
Aunque el poder último se concentra en el Sultán y Omán no tiene una separación oficial de poderes, el difunto Sultán Qaboos declinó conceder el título completo de Ministro de Defensa, Ministro de Asuntos Exteriores y Ministro de Finanzas a los ministros que ejercían esas responsabilidades, prefiriendo mantenerlas dentro del dominio real. El actual sultán Haitham ha concedido a los ministros responsables de esas carteras los títulos completos, al tiempo que ha elevado la cartera de Defensa a la de vice primer ministro. Desde 1970, toda la legislación se promulga mediante decretos reales, incluida la Ley Fundamental de 1996. El sultán nombra a los ministros, a los jueces y puede conceder indultos y conmutar penas.

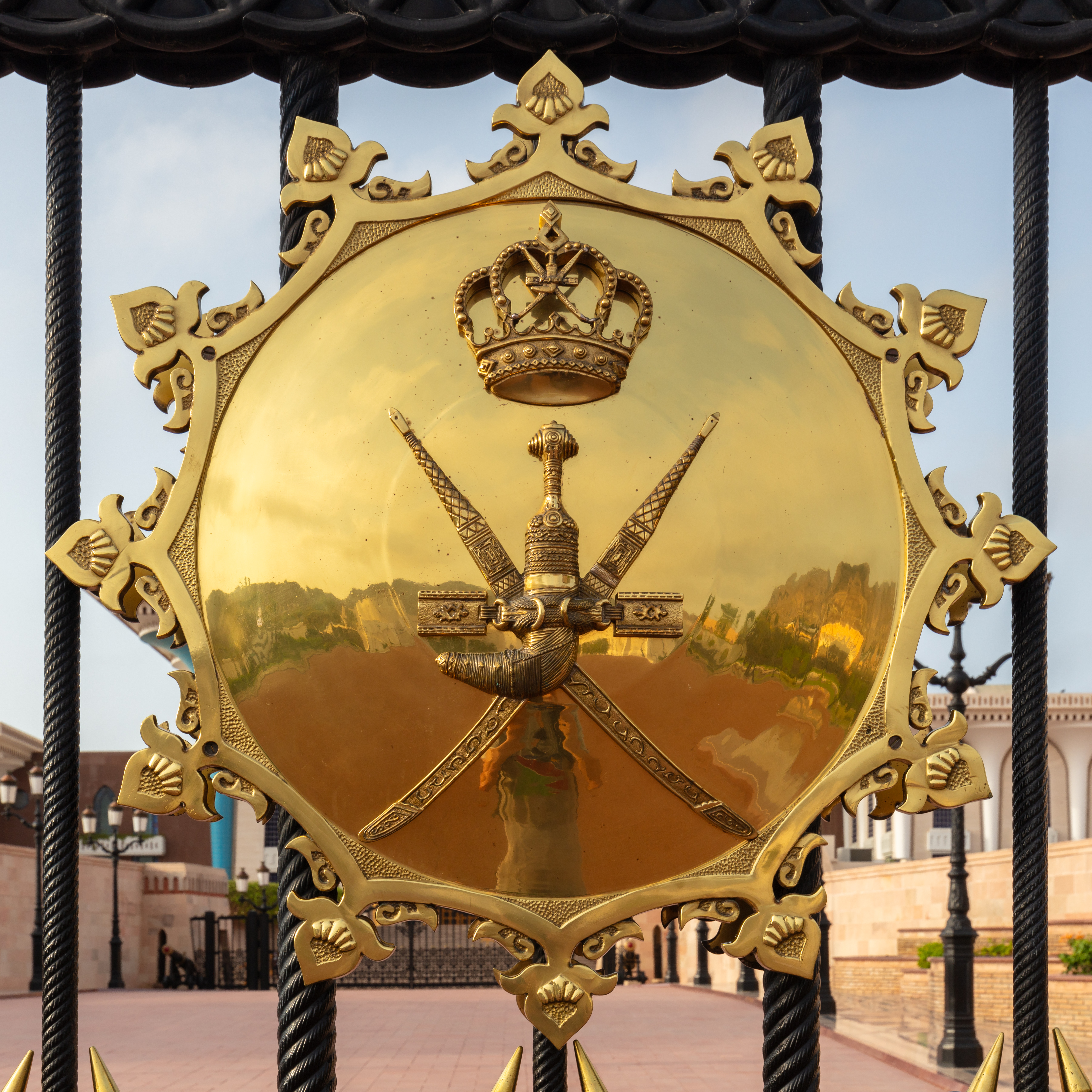
Escudo de Omán en el palacio de Al Alam, Mascate

La autoridad del sultán es inviolable y éste espera una subordinación total a su voluntad.
La administración de justicia es altamente personalizada, con protecciones limitadas del debido proceso, especialmente en casos políticos y relacionados con la seguridad. El Estatuto Básico del Estado es supuestamente la piedra angular del sistema legal omaní y funciona como una constitución para el país. El Estatuto Básico se promulgó en 1996 y, hasta la fecha, sólo se ha modificado en dos ocasiones: en 2011, en respuesta a las protestas, y en 2021, para crear el cargo de Príncipe Heredero de Omán.
Aunque el código legal de Omán protege teóricamente las libertades civiles y personales, el régimen hace caso omiso de ambas. Las mujeres y los niños sufren discriminación legal en muchos ámbitos. Las mujeres están excluidas de ciertas prestaciones estatales, como los préstamos para vivienda, y se les niega la igualdad de derechos en virtud de la ley del estatuto personal. Las mujeres también sufren restricciones a su autodeterminación en lo que respecta a la salud y los llamados derechos reproductivos.
El poder legislativo omaní es el Consejo de Omán, bicameral, compuesto por una cámara alta, el Consejo de Estado (Majlis ad-Dawlah), y una cámara baja, la Asamblea Consultiva (Majlis al-Shura). Los partidos políticos están prohibidos, así como cualquier afiliación basada en la religión. La cámara alta tiene 71 miembros, nombrados por el Sultán entre omaníes destacados; sólo tiene poderes consultivos.

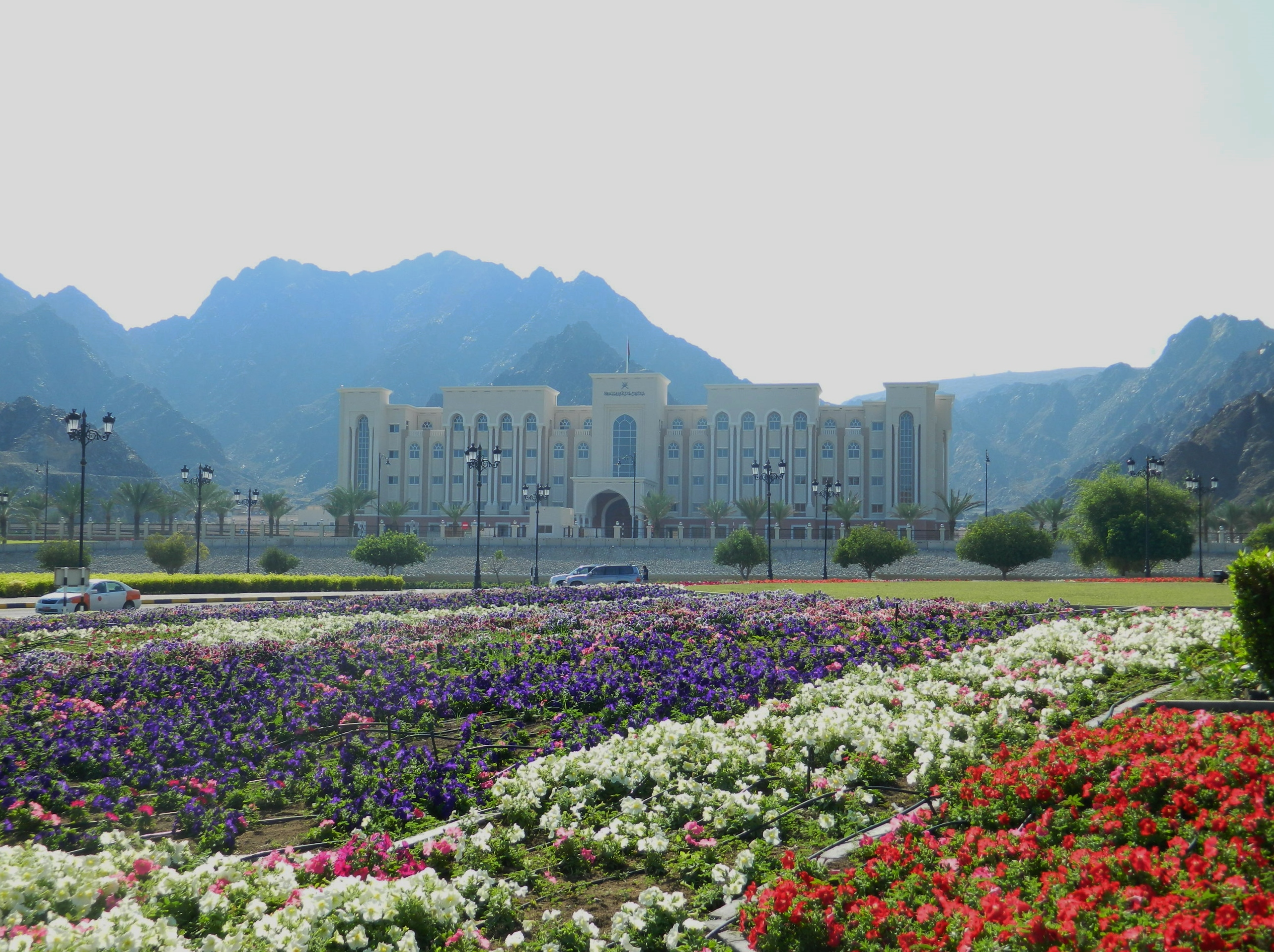
Oficinas del gobierno de Omán

Los 84 miembros de la Asamblea Consultiva son elegidos por sufragio universal para mandatos de cuatro años. Los miembros son nombrados para mandatos de tres años, que pueden renovarse una vez. Las últimas elecciones se celebraron el 29 de octubre de 2023, y las próximas están previstas para octubre de 2027. El himno nacional de Omán, As-Salam as-Sultani, está dedicado al antiguo sultán Qaboos.

### Política exterior
Omán es parte de las Naciones Unidas y mantiene embajadas y consulados con diversos estados en todo el mundo. Cuando el sultán Qaboos bin Said Al Said asumió el poder en 1970, Omán tenía contactos limitados con el mundo exterior, incluidos los estados árabes vecinos. Un tratado especial permitía al Reino Unido participar estrechamente en los asuntos civiles y militares de Omán. Los lazos con el Reino Unido siguieron siendo muy estrechos durante todo el reinado del sultán Qaboos, junto con fuertes vínculos con Estados Unidos.

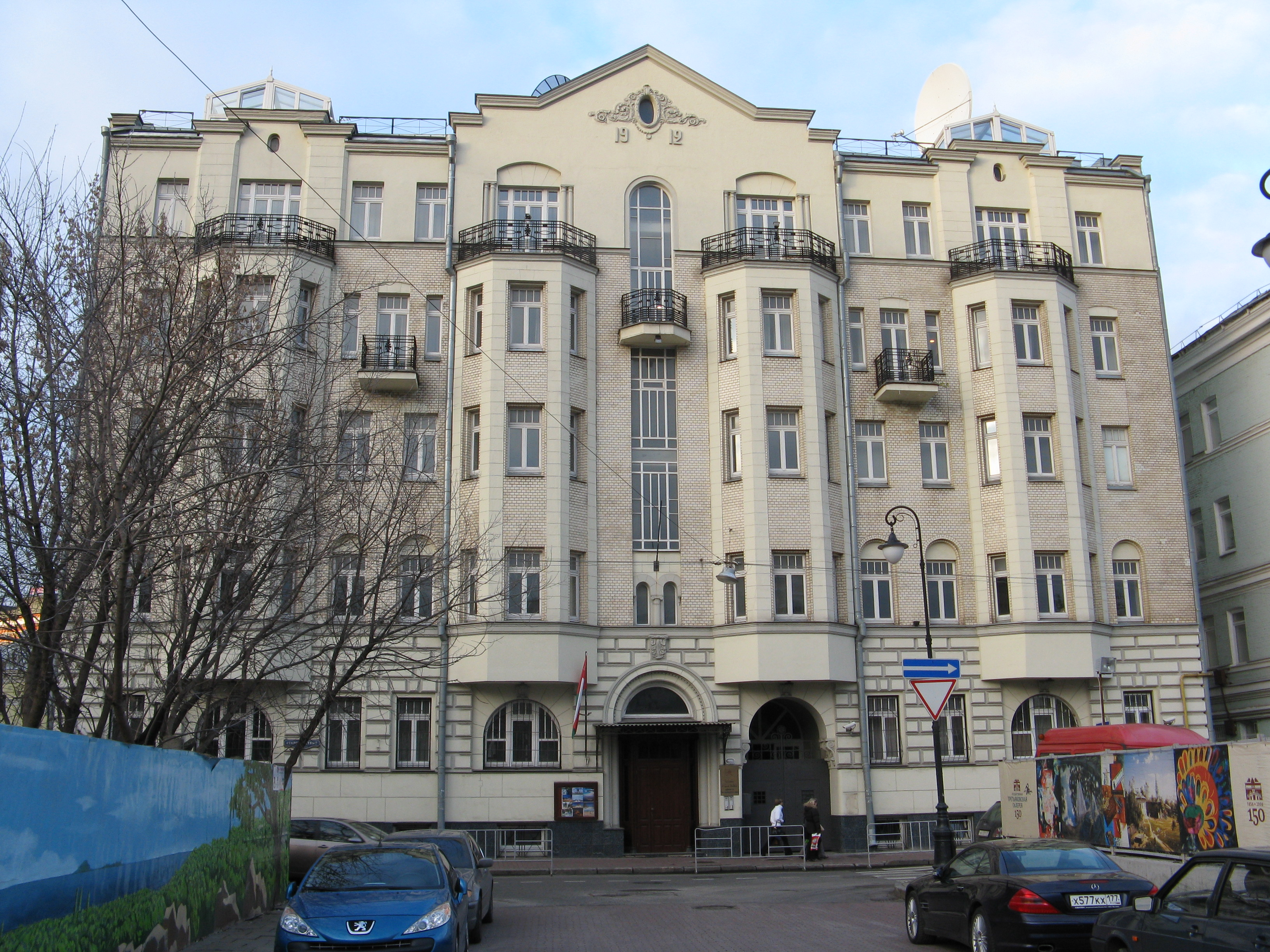
Embajada de Omán en Moscú, Rusia

El Sultanato de Omán es el Estado independiente más antiguo del mundo árabe. Limita al oeste con Arabia Saudí, al noroeste con los Emiratos Árabes Unidos (EAU) y al suroeste con Yemen. Omán tiene dos enclaves (Madha y la península de Musandam) dentro de las fronteras terrestres de EAU. Omán también tiene fronteras marítimas con Irán y Pakistán. 
El mar Arábigo está al sureste de Omán y el golfo de Omán al noreste. Aunque estuvo parcialmente bajo ocupación portuguesa entre el siglo XVI y mediados del XVII, Omán tuvo su propio imperio en África Oriental desde principios del XVIII hasta mediados del XIX. Omán tiene una población de 4,2 millones de habitantes (2018). Se calcula que los expatriados extranjeros representan hasta el 45% de la población. Administrativamente, Omán está dividido en seis regiones. Su día nacional, el 18 de noviembre, es el cumpleaños del antiguo sultán, SM Qaboos bin Said Al-Said. La capital de Omán es Mascate, en la costa norte.
Desde 1970, Omán ha mantenido una política exterior moderada y ha ampliado considerablemente sus relaciones diplomáticas. Apoyó los acuerdos de Camp David de 1979 y fue uno de los tres Estados de la Liga Árabe, junto con Somalia y Sudán, que no rompió relaciones con Egipto tras la firma del tratado de paz entre Egipto e Israel en 1979. Durante la crisis del golfo Pérsico, Omán ayudó a la coalición de las Naciones Unidas. Omán ha desarrollado estrechos lazos con sus vecinos; se unió al Consejo de Cooperación del Golfo, de seis miembros, cuando se creó en 1980.

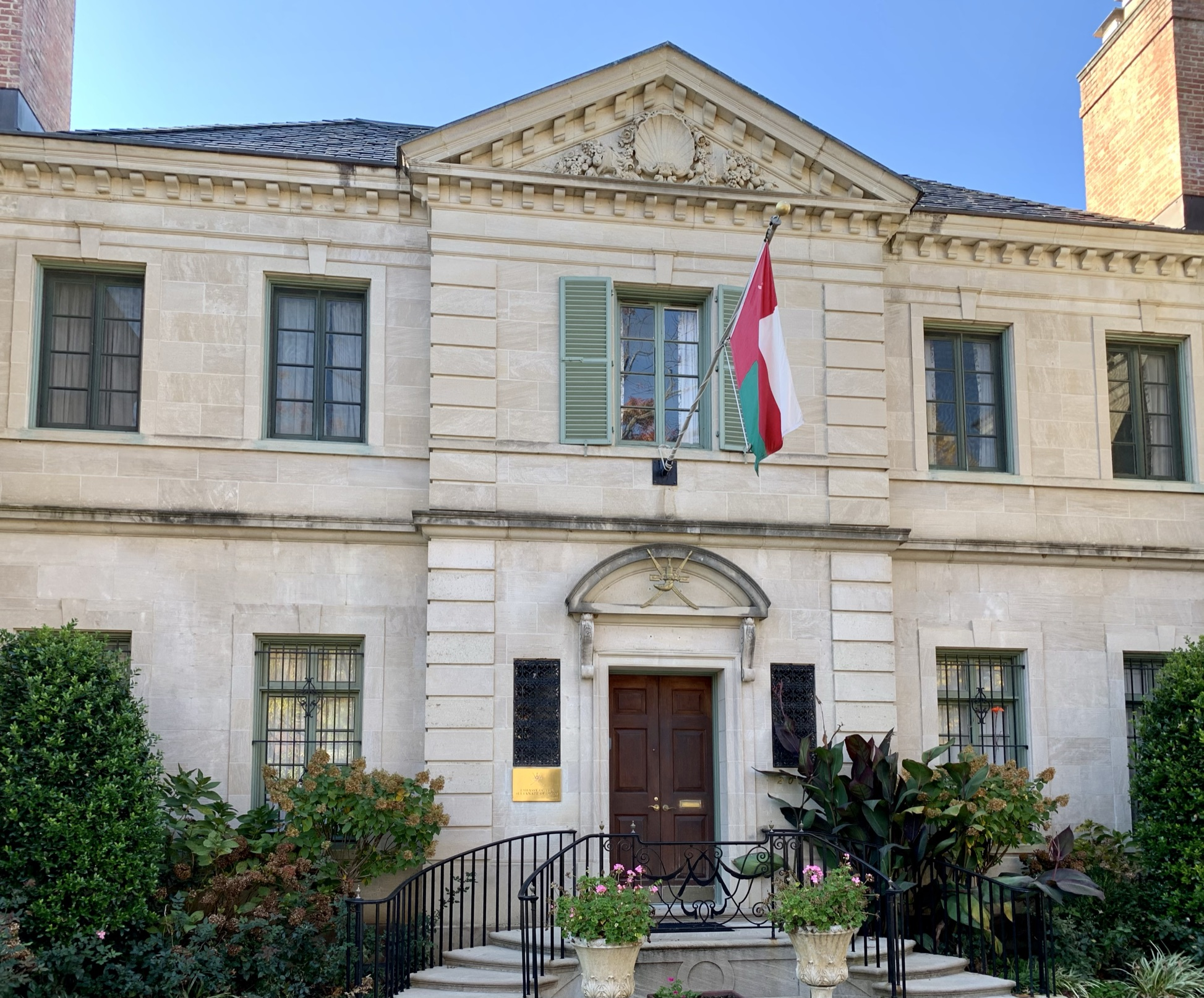
Residencia del embajador de Omán en Washington D. C.

Omán ha apoyado tradicionalmente las iniciativas de paz en Oriente Medio, como hizo con las de 1983. En abril de 1994, Omán acogió la reunión plenaria del Grupo de Trabajo sobre el Agua del proceso de paz, y fue el primer Estado del golfo Pérsico en hacerlo.
Durante el periodo de la Guerra Fría, Omán evitó las relaciones con los países comunistas debido al apoyo de éstos a la insurgencia en Dhofar. En los últimos años, Omán ha emprendido iniciativas diplomáticas en las repúblicas centroasiáticas, especialmente en Kazajistán, donde participa en un proyecto conjunto de oleoducto. Además, Omán mantiene buenas relaciones con Irán, su vecino nororiental al otro lado del golfo de Omán, y ambos países intercambian delegaciones con regularidad. Omán es miembro activo de organizaciones internacionales y regionales, en particular la Liga Árabe y el Consejo de Cooperación del Golfo. Su política exterior está supervisada por su Ministerio de Asuntos Exteriores.
En 2023, Omán estableció relaciones exteriores con la Santa Sede, con una ceremonia de firma que tuvo lugar en la ciudad de Nueva York. India tiene una embajada en Mascate (Omán). El consulado indio se abrió en Mascate en febrero de 1955, y cinco años más tarde fue ascendido a consulado general y más tarde se convirtió en una embajada de pleno derecho en 1971.El primer embajador de India llegó a Mascate en 1973. Omán estableció su embajada en Nueva Delhi en 1972 y un consulado general en Mumbai en 1976.

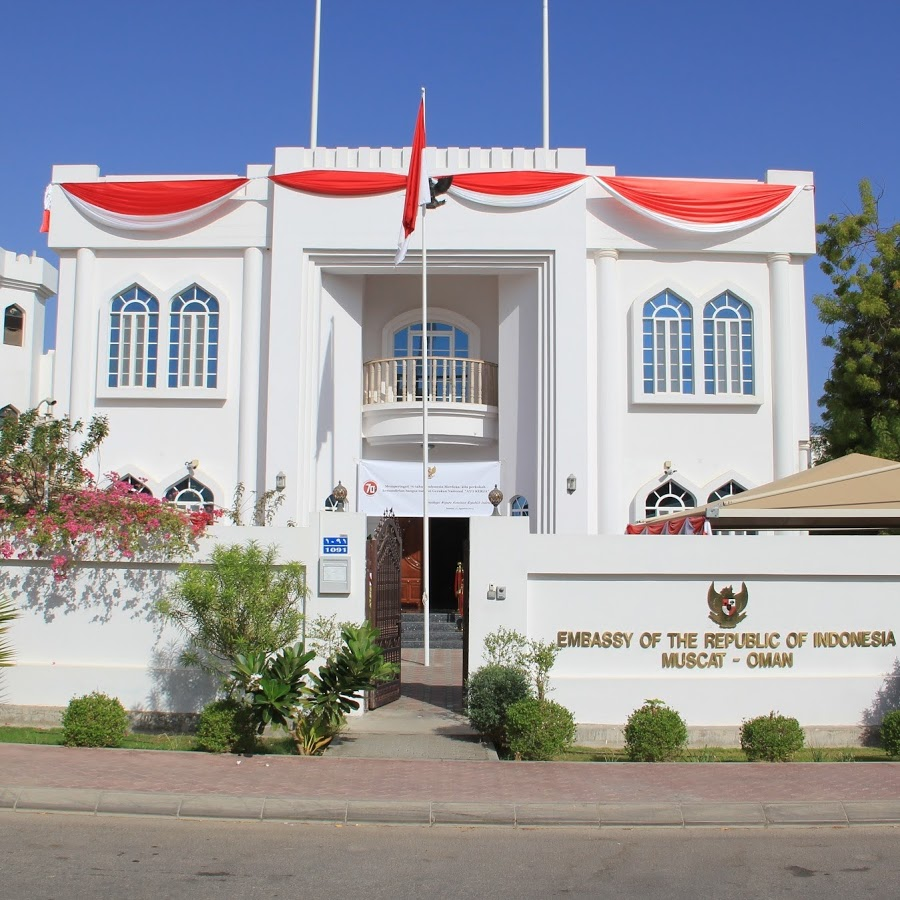
Embajada de Indonesia en Mascate (Omán)

Las relaciones entre el Reino Unido y Omán son sólidas y estratégicas. En abril de 2010, el Gobierno de Omán declaró que quería comprar Eurofighter Typhoons al Reino Unido. El Reino Unido tiene una embajada en Mina al Fahal y Omán tiene una embajada en Londres.En 1974 y abril de 1983, el sultán Qaboos de Omán realizó visitas de estado a Estados Unidos. El vicepresidente George H. Bush visitó Omán en 1984 y 1986, y el presidente Bill Clinton lo hizo brevemente en marzo de 2000. El vicepresidente Dick Cheney visitó Omán en 2002, 2005, 2006 y 2008. En marzo de 2005, Estados Unidos y Omán iniciaron negociaciones sobre un Acuerdo de Libre Comercio que concluyeron con éxito en octubre de 2005. El ALC se firmó el 19 de enero de 2006 y está pendiente de aplicación.

### Derechos humanos
Los métodos de tortura utilizados en Omán incluyen simulacros de ejecución, palizas, encapuchamiento, reclusión en régimen de aislamiento, sometimiento a temperaturas extremas y a ruidos, abusos y humillaciones constantes. Ha habido numerosos informes de tortura y otras formas inhumanas de castigo perpetradas por las fuerzas de seguridad omaníes contra manifestantes y detenidos. Varios presos detenidos en 2012 se quejaron de privación de sueño, temperaturas extremas y reclusión en régimen de aislamiento. La homosexualidad está penalizada en Omán.

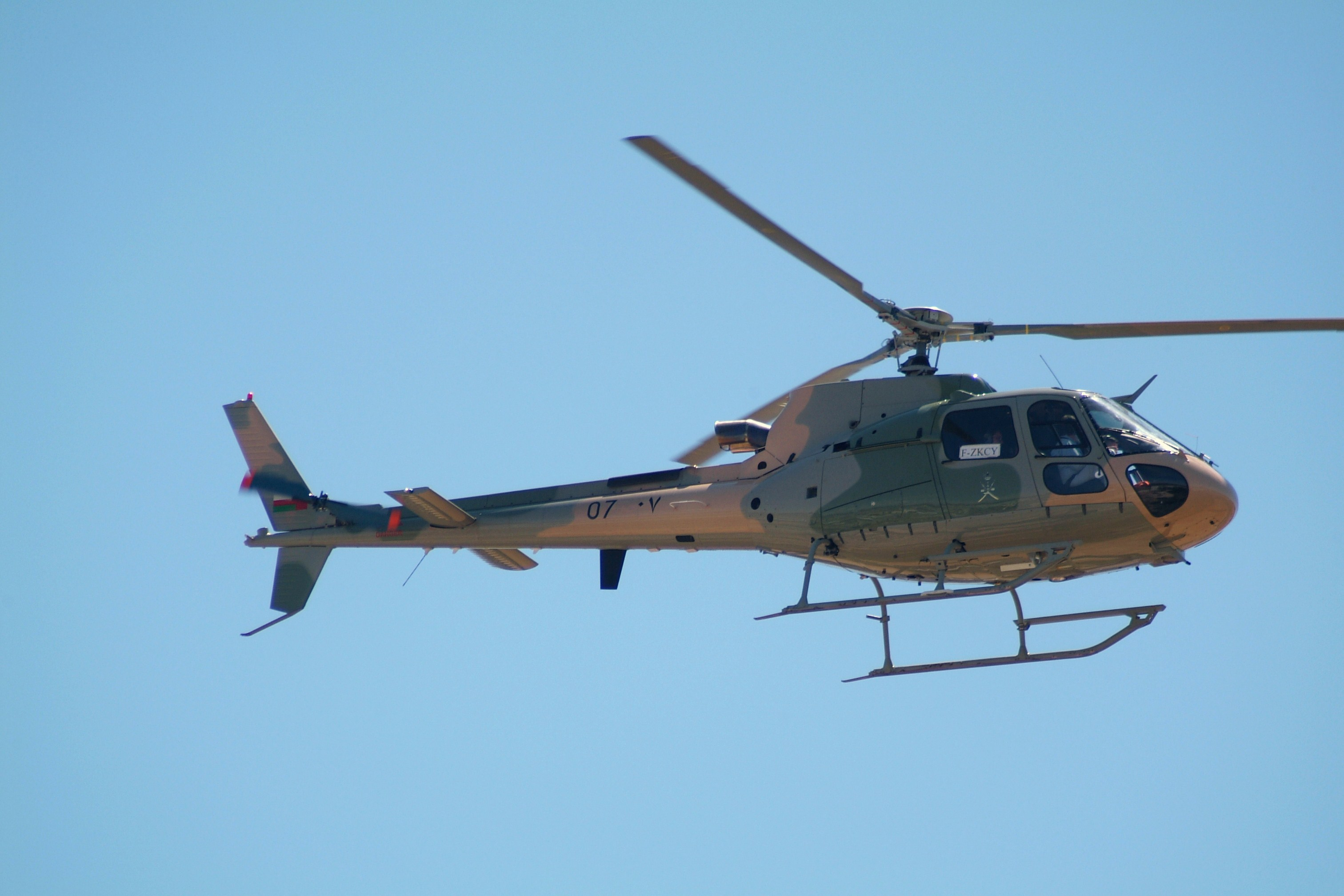
Helicóptero de la Policía de Omán

El gobierno omaní decide quién puede o no ser periodista y este permiso puede retirarse en cualquier momento. La censura y la autocensura son un factor constante. Los omaníes tienen un acceso limitado a la información política a través de los medios de comunicación. El acceso a las noticias y a la información puede ser problemático: los periodistas tienen que conformarse con las noticias recopiladas por la agencia de noticias oficial sobre algunos temas Mediante un decreto del Sultán, el gobierno ha ampliado ahora su control sobre los medios de comunicación a los blogs y otros sitios web.
Los omaníes no pueden celebrar reuniones públicas sin la aprobación del gobierno. Los omaníes que quieran crear una organización no gubernamental de cualquier tipo necesitan una licencia. El gobierno omaní no permite la formación de asociaciones independientes de la sociedad civil. Human Rights Watch publicó en 2016 que un tribunal omaní condenó a tres periodistas a prisión y ordenó el cierre permanente de su periódico por un artículo que denunciaba corrupción en el poder judicial.
La ley omaní prohíbe criticar al sultán y al gobierno en cualquier forma o medio. La policía de Omán no necesita órdenes de registro para entrar en los domicilios. La ley no otorga a los ciudadanos el derecho a cambiar de gobierno. El sultán conserva la autoridad última en todos los asuntos exteriores e interiores. Los funcionarios del gobierno no están sujetos a las leyes de divulgación financiera. Las leyes liberales y la preocupación por la seguridad nacional se han utilizado para suprimir las críticas a las figuras del gobierno y las opiniones políticamente objetables. La publicación de libros está limitada y el gobierno restringe su importación y distribución, al igual que con otros productos de los medios de comunicación.
Los ciudadanos omaníes necesitan permiso del gobierno para casarse con extranjeros. Según HRW, las mujeres de Omán sufren discriminación.
La difícil situación de las trabajadoras domésticas en Omán es un tema tabú. En 2011, el gobierno filipino determinó que, de todos los países de Oriente Medio, sólo Omán e Israel eran seguros para los migrantes filipinos. Los trabajadores migrantes seguían estando insuficientemente protegidos contra la explotación.En materia de derechos humanos, respecto a la pertenencia a los siete organismos de la Carta Internacional de Derechos Humanos, que incluyen al Comité de Derechos Humanos (HRC), Omán ha firmado o ratificado:
| Omán | Tratados internacionales  | Tratados internacionales  | Tratados internacionales  | Tratados internacionales  | Tratados internacionales  | Tratados internacionales                                                                                                  | Tratados internacionales  | Tratados internacionales                                                                                                  | Tratados internacionales  | Tratados internacionales  | Tratados internacionales  | Tratados internacionales                                                                                                  | Tratados internacionales                                                                                                  | Tratados internacionales                                                                                                  | Tratados internacionales | Tratados internacionales  | Tratados internacionales | Tratados internacionales  |
| --- | ------------------------- | ------------------------- | ------------------------- | ------------------------- | ------------------------- | --- | ------------------------- | --- | ------------------------- | ------------------------- | ------------------------- | --- | --- | --- | ------------------------ | ------------------------- | ------------------------ | ------------------------- |
| Omán | CESCR                     | CESCR                     | CCPR                      | CCPR                      | CCPR                      | CERD | CED                       | CEDAW | CEDAW                     | CAT                       | CAT                       | CRC | CRC | CRC | CRC                      | MWC                       | CRPD                     | CRPD                      |
| Omán | CESCR                     | CESCR-OP                  | CCPR                      | CCPR-OP1                  | CCPR-OP2-DP               | CERD | CED                       | CEDAW | CEDAW-OP                  | CAT                       | CAT-OP                    | CRC | CRC-OP-AC | CRC-OP-SC | CRC-OP-CP                | MWC                       | CRPD                     | CRPD-OP                   |
| Pertenencia | Ni firmado ni ratificado. | Ni firmado ni ratificado. | Ni firmado ni ratificado. | Ni firmado ni ratificado. | Ni firmado ni ratificado. | Omán ha reconocido la competencia de recibir y procesar comunicaciones individuales por parte de los órganos competentes. | Ni firmado ni ratificado. | Omán ha reconocido la competencia de recibir y procesar comunicaciones individuales por parte de los órganos competentes. | Ni firmado ni ratificado. | Ni firmado ni ratificado. | Ni firmado ni ratificado. | Omán ha reconocido la competencia de recibir y procesar comunicaciones individuales por parte de los órganos competentes. | Omán ha reconocido la competencia de recibir y procesar comunicaciones individuales por parte de los órganos competentes. | Omán ha reconocido la competencia de recibir y procesar comunicaciones individuales por parte de los órganos competentes. | Sin información.         | Ni firmado ni ratificado. | Firmado y ratificado.    | Ni firmado ni ratificado. |
| Firmado y ratificado, firmado, pero no ratificado, ni firmado ni ratificado, sin información, ha accedido a firmar y ratificar el órgano en cuestión, pero también reconoce la competencia de recibir y procesar comunicaciones individuales por parte de los órganos competentes. |                           |                           |                           |                           |                           | |                           | |                           |                           |                           | | | |                          |                           |                          |                           |

## Organización político-administrativa

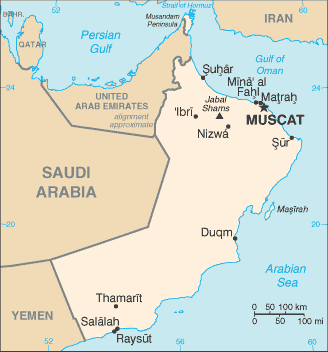
Mapa de Omán.

Omán está dividido en once gobernaciones (muhafazat) desde el 28 de octubre de 2011. Cada una de las gobernaciones está dividida en valiatos (wilayat).
| Gobernaciones |
| --- |
| - Mascate - Musandam - Dhofar - Buraimi - Interior - Batina Norte - Batina Sur - Central - Oriental Norte - Oriental Sur - Az Zahirah o Ad Dhahirah |

## Geografía

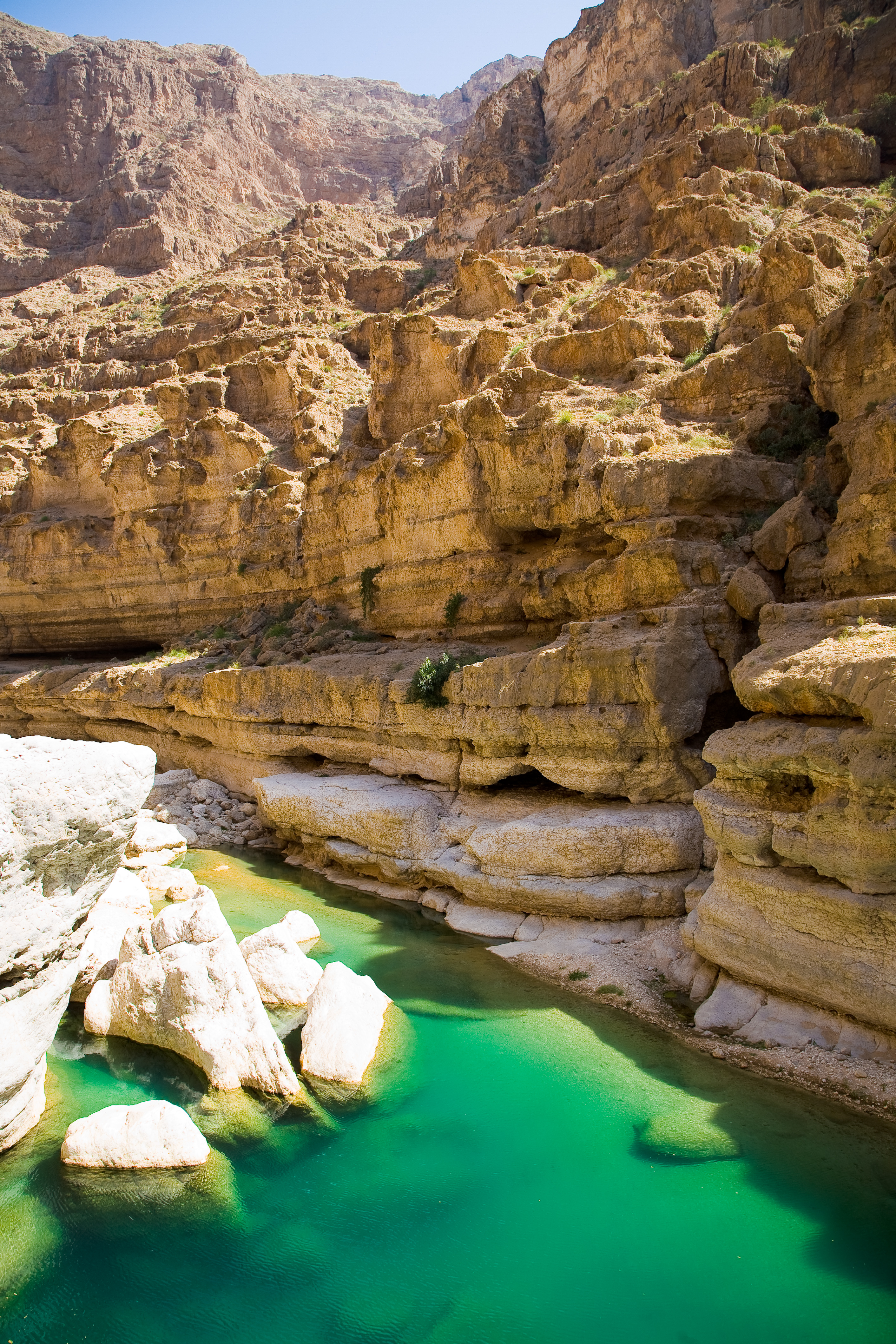
Wadi Shab

Omán cuenta con una superficie de 309 500 km². Está situado al suroriente de la península arábiga con una costa de cerca de 1561 km de longitud y cuatro regiones naturales: la llanura costera; un vasto y llano desierto que cubre gran parte del centro de Omán; el Dhofar, al sur, donde se encuentra la ciudad de Salalah; y las cadenas montañosas sobre la costa norte, cuyo pico más alto es el Jabel Sham, con 3000 m de altitud, montañas que dejan una franja llana en la costa norte donde están localizadas las principales ciudades del país, Mascate (la capital), Matrah y Sur en el norte, y en el sur. El clima de Omán en el interior es caliente y seco, pero en las costas es húmedo.[cita requerida]
La península de Musandam, que tiene una posición estratégica en el estrecho de Ormuz, está separada del resto del país por los Emiratos Árabes Unidos. No todas las fronteras de Omán con ese país están definidas. Omán tiene un enclave dentro de los EAU, la ciudad de Madha. La sultanía es considerada uno de los quince estados que son denominados Cuna de la Humanidad.[cita requerida]

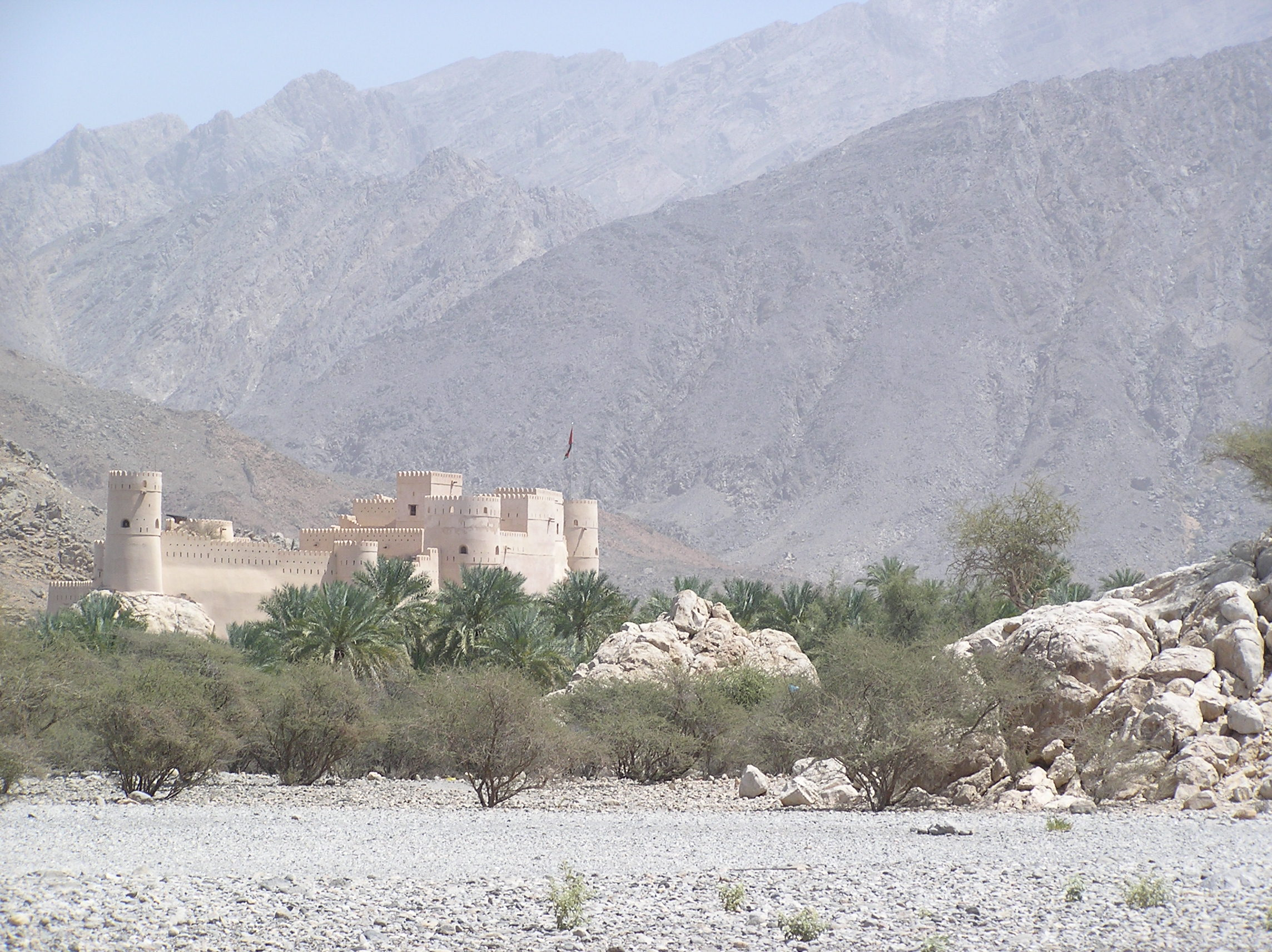
El fuerte Najal y los montes Al Hajar.
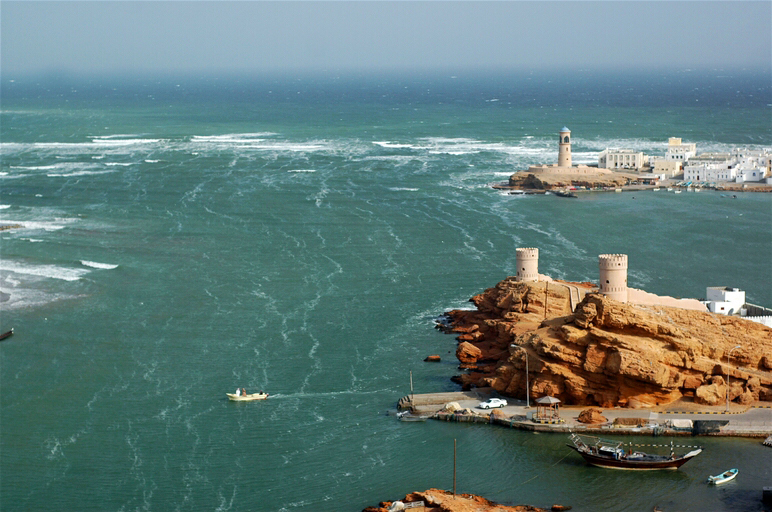
Costa de Sur, en Omán.
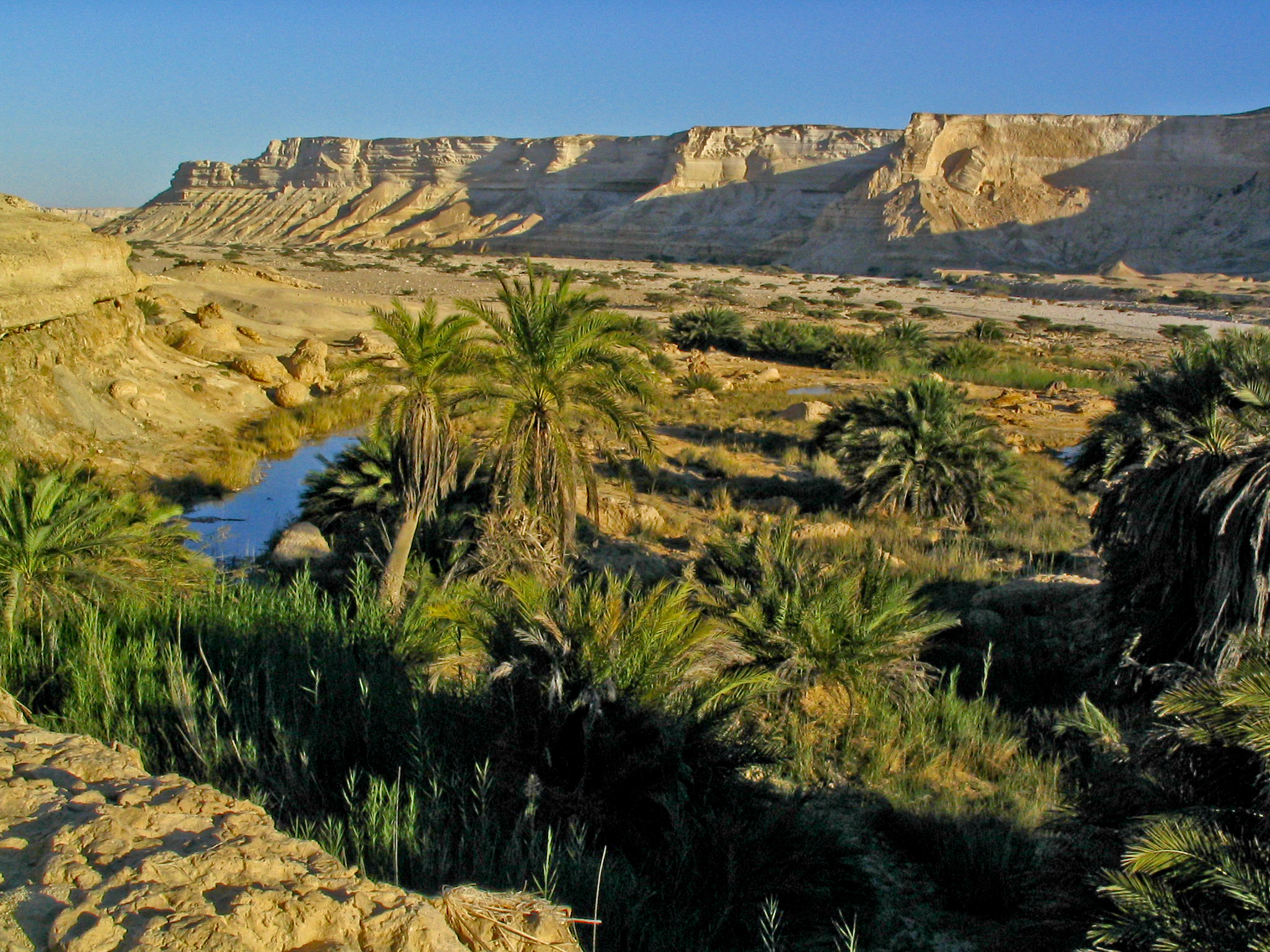
Un oasis en Omán.

### Clima

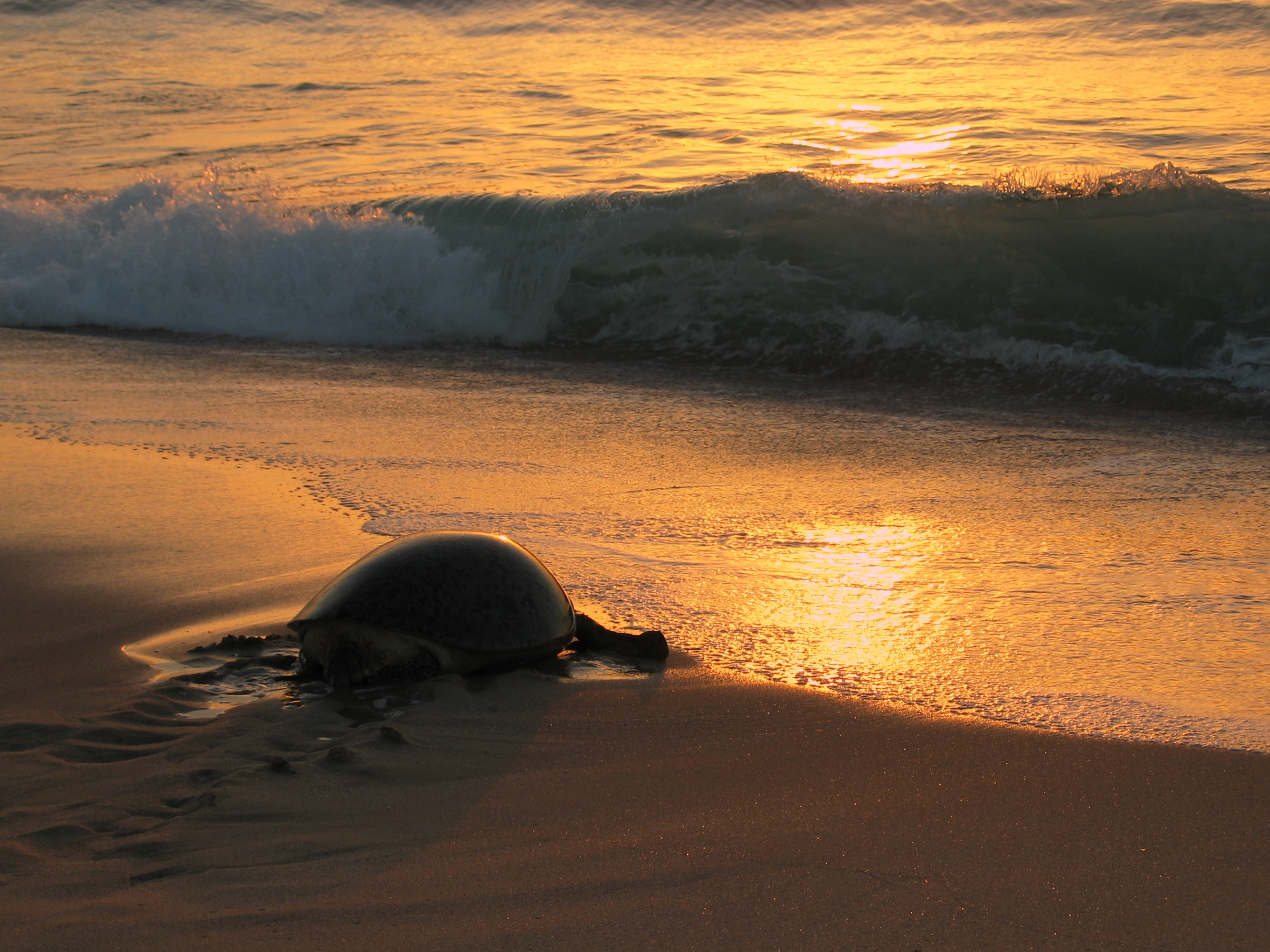
Tortuga en la costa de Omán

Omán tiene un clima cálido y con muy pocas lluvias. Las precipitaciones medias anuales en Mascate son de 100 mm, cayendo sobre todo en enero. La región de Dhofar recibe lluvias entre los meses de junio a septiembre, como consecuencia de los vientos provenientes del océano Índico, de la humedad fría y la densa niebla. En las zonas montañosas hay más precipitaciones, registrándose unos 400 mm anuales. En algunos sectores de la costa del país llega a no llover durante un año completo. Las temperaturas en general son muy altas, alcanzando los 50 °C.
La región costera (llanura de Batina, al-Chasab, Mascate, Suhar, Sur) tiene un clima subtropical con inviernos cálidos y veranos calurosos. Las temperaturas en invierno rondan los 22 a 25 °C durante el día y suben a valores medios diarios de 36 a 39 °C en verano. En los periodos más calurosos se pueden alcanzar máximas de casi 47 °C. En las llanuras costeras, las fluctuaciones de temperatura entre el día y la noche son pequeñas, por lo que también es habitual alcanzar los 30 °C por la noche en verano. 

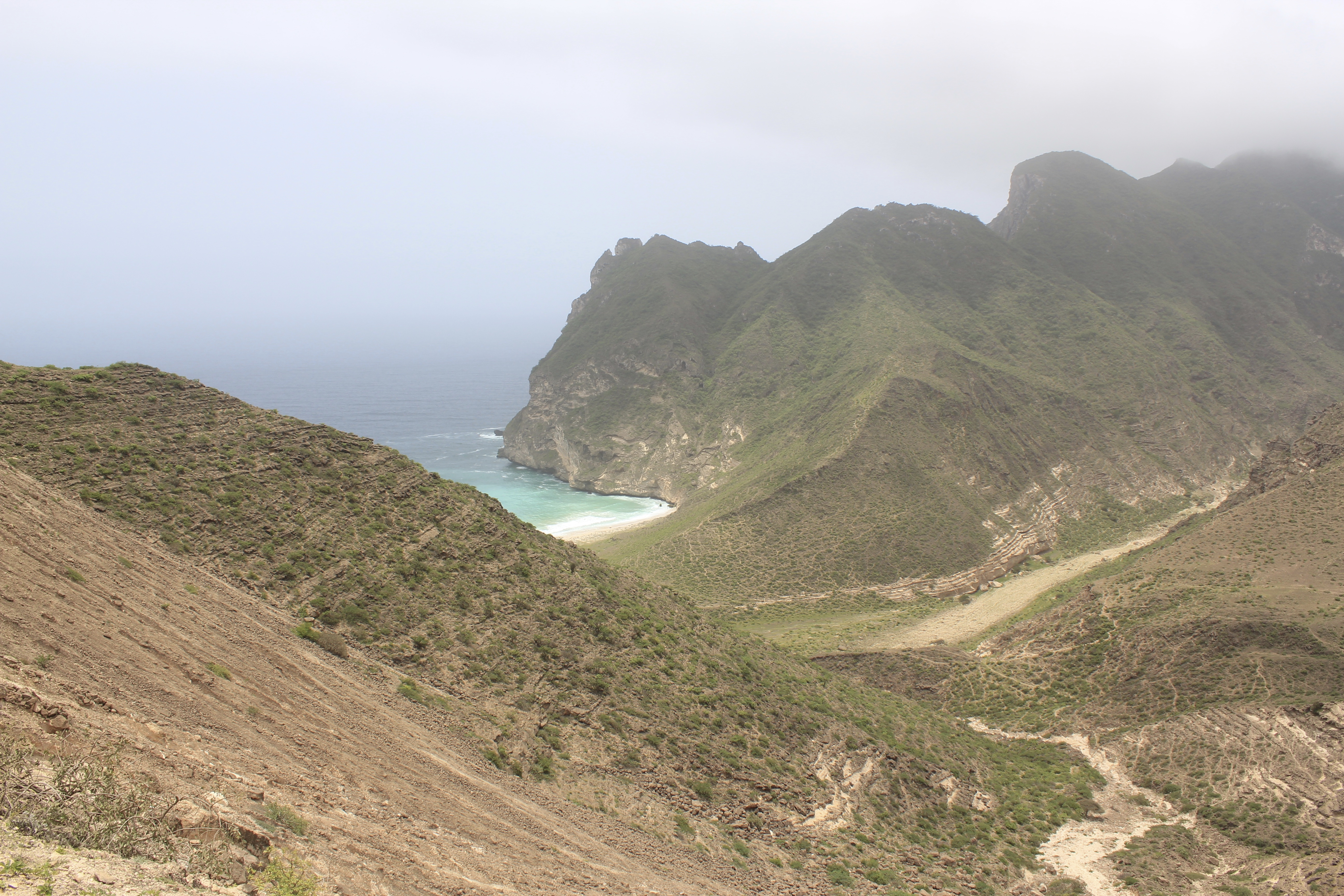
Montañas cerca de Dhofar en Omán

En la región de Mascate, en particular, las mañanas suelen ser las horas más calurosas del día. Puede ocurrir que se midan 42 °C ya a las 8 de la mañana, pero que el termómetro se quede en 38 °C a partir del mediodía. Sin embargo, no siempre es así. La humedad en las costas es alta durante todo el año, entre el 60 y el 80 %. Las precipitaciones son muy escasas, en torno a 100 mm al año (de 10 a 20 días de lluvia); la lluvia suele caer en aguaceros torrenciales entre diciembre y marzo y puede provocar inundaciones, ya que el suelo seco, polvoriento y pedregoso absorbe el agua mal y lentamente. En verano no llueve. El mar es apto para el baño todo el año: Alrededor de 24 °C en invierno y hasta 31 °C en verano.
Los montes Hajar, en el noreste del país, son las únicas montañas notables de Omán. Las mayores elevaciones alcanzan algo más de 3.000 metros. Esta región se caracteriza por inviernos frescos y veranos cálidos. En los meses más fríos, enero y febrero, las temperaturas en las altas montañas caen a menudo por debajo del punto de congelación, sobre todo por la noche, y en ocasiones nieva. Las precipitaciones (otoño e invierno) pueden alcanzar varios cientos de milímetros. En verano, las temperaturas suben incluso a gran altitud, prácticamente no hay precipitaciones y es posible alcanzar temperaturas diurnas de más de 30 °C incluso a mayor altitud. Por la noche, la temperatura desciende rápidamente.

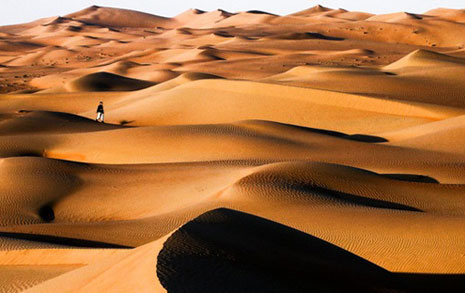
Desierto de Omán

Las ciudades más grandes, como Bahla, Ibra y Nizwa, están situadas en el extremo suroccidental de los montes Hajar y siguen teniendo un clima comparativamente templado. Los dos desiertos de Omán, el Rub al-Chali (literalmente "barrio vacío") y el Rimal Al Wahiba, se encuentran en el interior del país hasta las fronteras con Arabia Saudí y Emiratos Árabes Unidos. El clima desértico es cálido y seco, con inviernos relativamente frescos y veranos extremadamente calurosos. En enero, las temperaturas diurnas alcanzan los 25 °C y descienden hasta los 10-12 °C por la noche. Las escasas precipitaciones invernales suelen ser chubascos cortos y abundantes, pero improductivos a largo plazo. En verano, hace mucho calor durante el día, con medias diarias de entre 41 y 44 °C y picos de hasta 52 °C. A pesar del considerable enfriamiento, las temperaturas rara vez descienden por debajo de los 25 °C por la noche. La humedad es baja durante todo el año y suele ser de sólo el 20% en verano.
La región de Dhofar, alrededor de Salala, Mirbat y Taqah, en el suroeste del Sultanato, es la única parte de la península arábiga directamente influida por el monzón: es cálida y húmeda todo el año, casi tropical. Rara vez llueve en invierno y las temperaturas oscilan entre 20 °C por la noche y unos 27 °C durante el día. La humedad oscila entre el 50 y el 60 % y la temperatura del mar se sitúa justo por debajo de los 25 °C. El comienzo del verano es la época más calurosa del año, con temperaturas diurnas de 31 a 33 °C. Las noches también son muy cálidas, con algo menos de 27 °C. En esta época, el mar se calienta hasta los 29 °C y aumenta la humedad. Durante una de las raras olas de calor provocadas por los vientos del centro del país, se midió en Salala una temperatura máxima de 47,2 °C. 

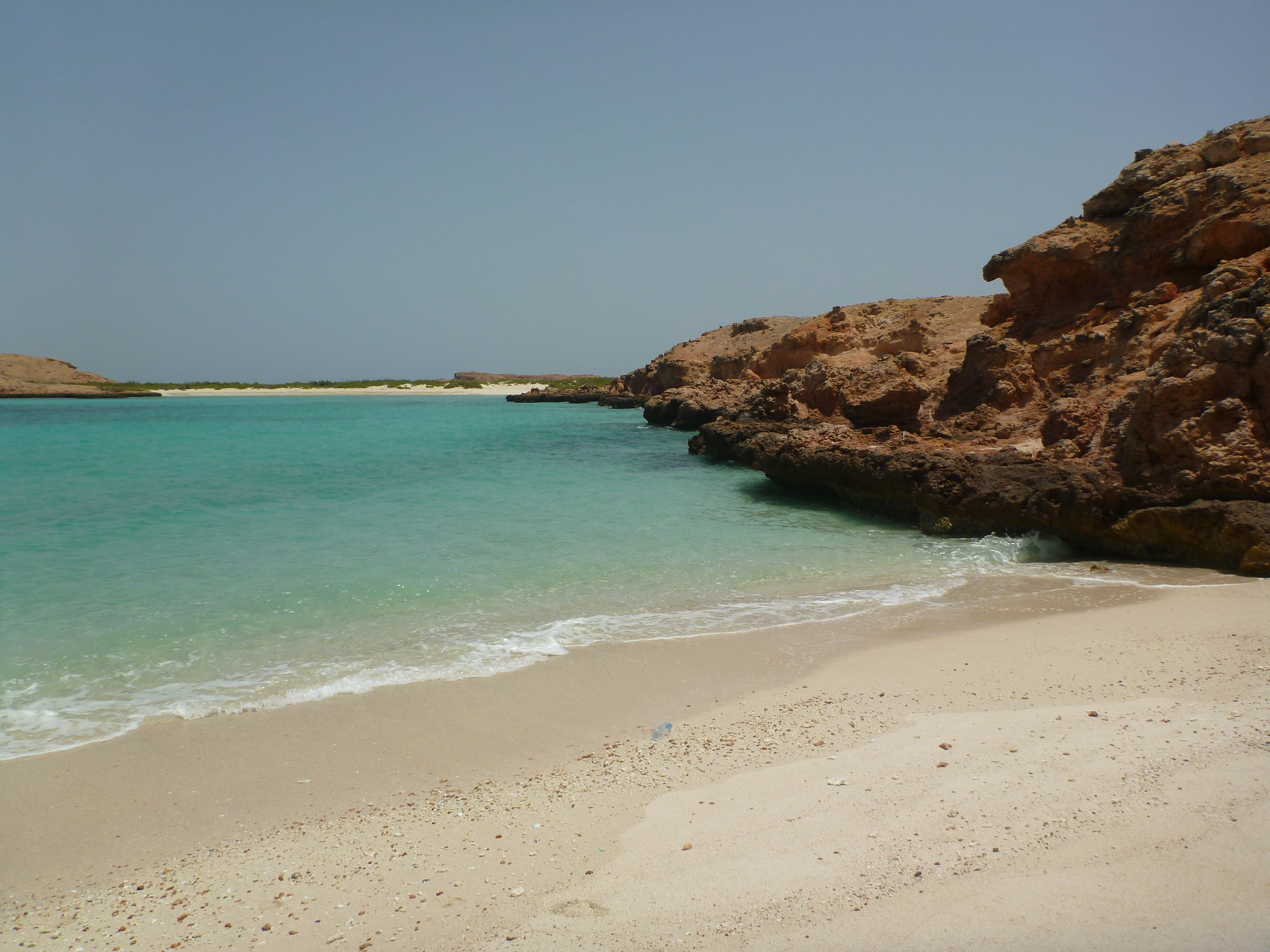
Islas Al Dimaniyat

Desde mediados de junio, aproximadamente, el monzón del sudeste asiático (Kharif) influye en el clima. Sus estribaciones se acumulan en las elevaciones costeras de Dhofar y llueve a cántaros. De julio a septiembre llueve hasta 22 días al mes, la mayoría en forma de lloviznas finas acompañadas de vaharadas de niebla y nubes bajas.
Esto provoca un enfriamiento y la temperatura del aire se estabiliza en 25 °C constantes. Las fluctuaciones de temperatura entre el día y la noche son casi inexistentes, la temperatura del mar se mantiene alta y la humedad alcanza valores del 80 al 90 %. Excepcionalmente para la península arábiga, el paisaje se vuelve verde cuando comienzan las lluvias monzónicas. Omaníes de otras partes del país, así como turistas de otros estados del Golfo, visitan la región en esta época para experimentar la abundancia de lluvia y el exuberante verdor, desconocido para ellos.

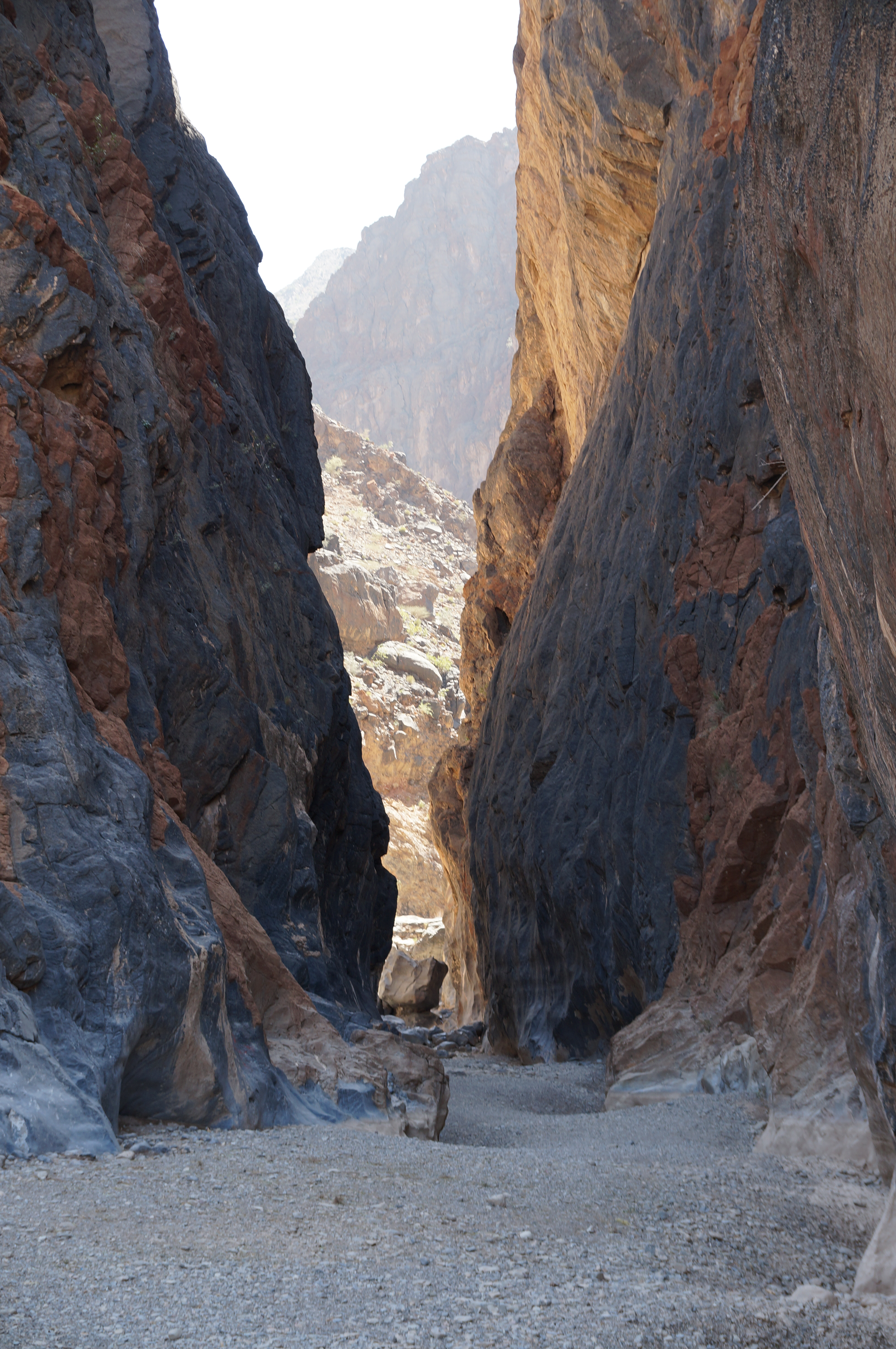
Cañón de la Serpiente en Omán

### Geología
La geología de Omán incluye paisajes variados que son una mezcla de su historia geológica y su clima durante los últimos millones de años. Los afloramientos rocosos de las montañas de Hajar, Huqf y Dhofar son un punto de interés para los geólogos internacionales. El registro rocoso abarca unos 825 millones de años e incluye al menos tres periodos en los que el país estuvo cubierto de hielo. Omán, situado en el extremo sureste de la placa arábiga, está siendo empujado lentamente hacia el norte, a medida que el Mar Rojo se ensancha. Los elevados montes Hajar y los valles ahogados de Musandam son dramáticos recordatorios de ello.
En general, la tectónica de Omán es bastante tranquila. Musandan experimenta temblores ocasionales cuando la placa arábiga choca con la euroasiática. Durante el Cretácico, Omán se hallaba junto a una zona de subducción y una porción del manto superior, junto con las rocas volcánicas del fondo marino, fueron empujadas sobre la corteza continental. Esta secuencia de rocas entre ultramáficas y máficas es el complejo ofiolítico de Semail. La ofiolita es rica en yacimientos de cobre y cromita.

Las llanuras interiores de Omán son de rocas sedimentarias jóvenes, gravas de wadis, arenas de dunas y salinas. Bajo ellas hay una pila de varios kilómetros de espesor de rocas sedimentarias más antiguas que albergan los recursos de hidrocarburos del país. La sal antigua, que aflora a la superficie en varias cúpulas salinas como Qarat Kibrit, desempeña un papel importante en la formación de muchas de estas acumulaciones de petróleo y gas.

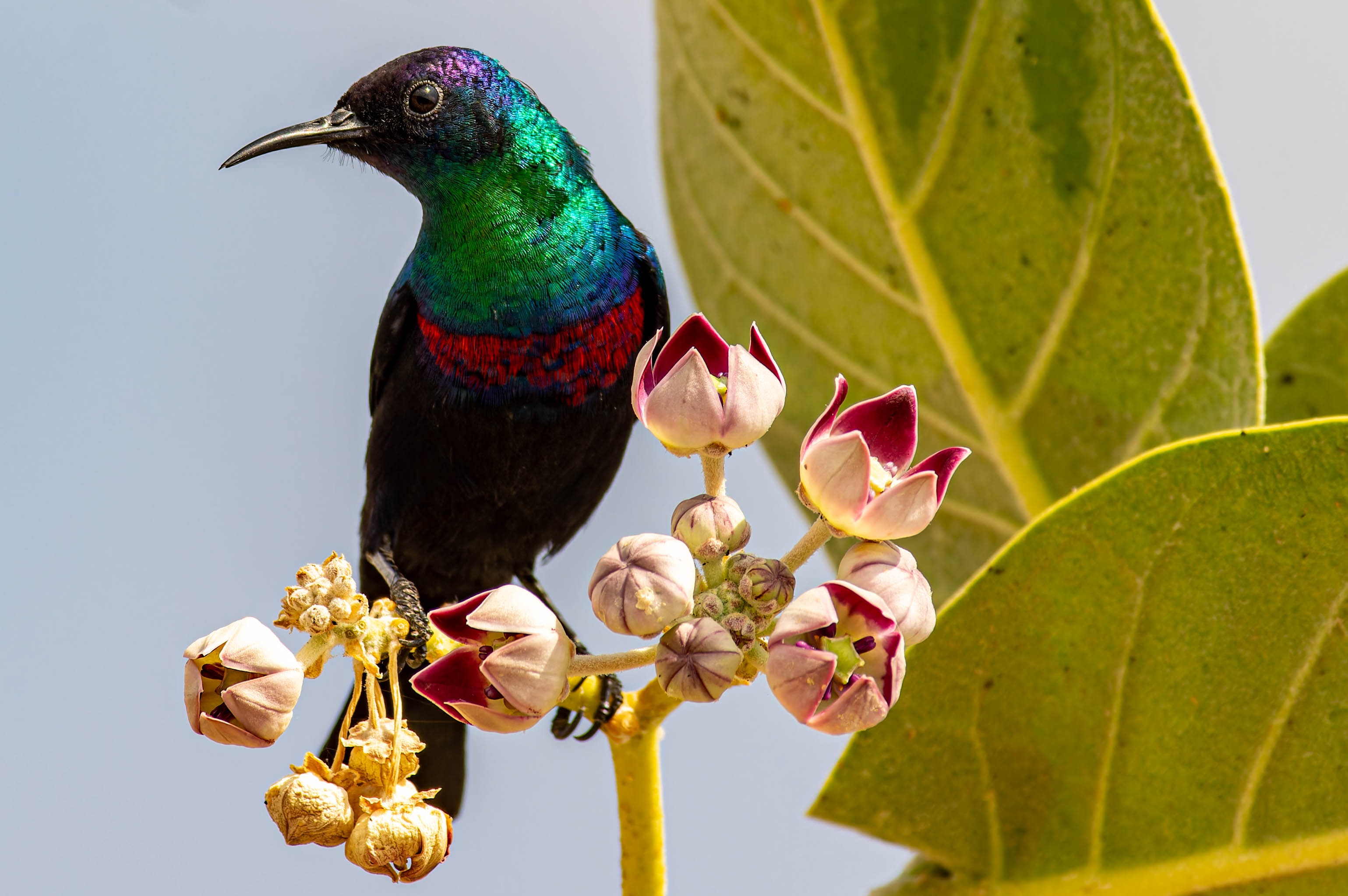
Un suimanga (Cinnyris hellmayri) en Omán

Omán se ha convertido en un importante destino para el geoturismo y cada vez son más los visitantes atraídos por los espectaculares afloramientos que ofrece el país.

### Flora y fauna
El interior de Omán, al oeste, está ocupado por el desierto de Rub al-Jali, una de las regiones más inhóspitas del planeta. Este desierto, junto con el arenal de Wahiba, situado más al este, forman parte de la ecorregión denominada desierto y monte xerófilo de Arabia y el Sinaí. Hacia la costa sur, existe una gradación ascendente de humedad, y se va pasando por las ecorregiones denominadas desierto y semidesierto tropicales del mar Rojo, sabana de piedemonte del suroeste de Arabia y desierto costero nublado de la península arábiga. 

Hacia el oeste, los biomas se distinguen en altitud: la costa y las zonas bajas forman parte del desierto y semidesierto del golfo de Omán, mientras que en las montañas se encuentra la sabana arbolada de los montes Al Hajar.[cita requerida]

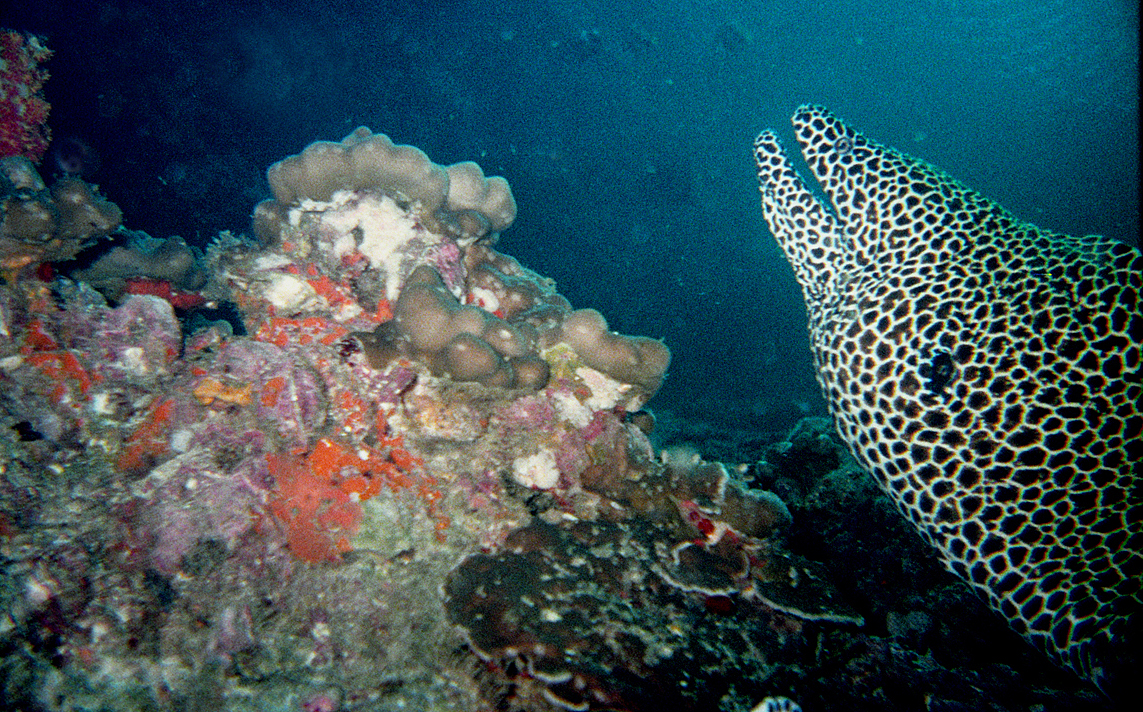
La morena de puntos negros o morena leopardo (Gymnothorax favagineus) en aguas de Omán

En el Desierto Interior, los semidesiertos con hierbas secas, acacias paraguas, dragos y arbustos espinosos se alternan con desiertos sin vegetación.
En las montañas de Kara predominan los arbustos secos, entre ellos el árbol del incienso, del que se extrae el incienso. Desde la Antigüedad, gran parte de éste procede de Omán. Allí donde el clima lo permite, se cultivan palmeras datileras.
Las húmedas laderas de las montañas están cubiertas de bosques y arbustos de acacia, sicomoro y jazmín. En altitudes superiores a los 1000 metros hay enebros, olivos, frutales desnudos, cedros y euforbias, estas últimas albergan ocasionalmente el parásito especial de la raíz Hydnora abyssinica, de la familia de la pimienta.

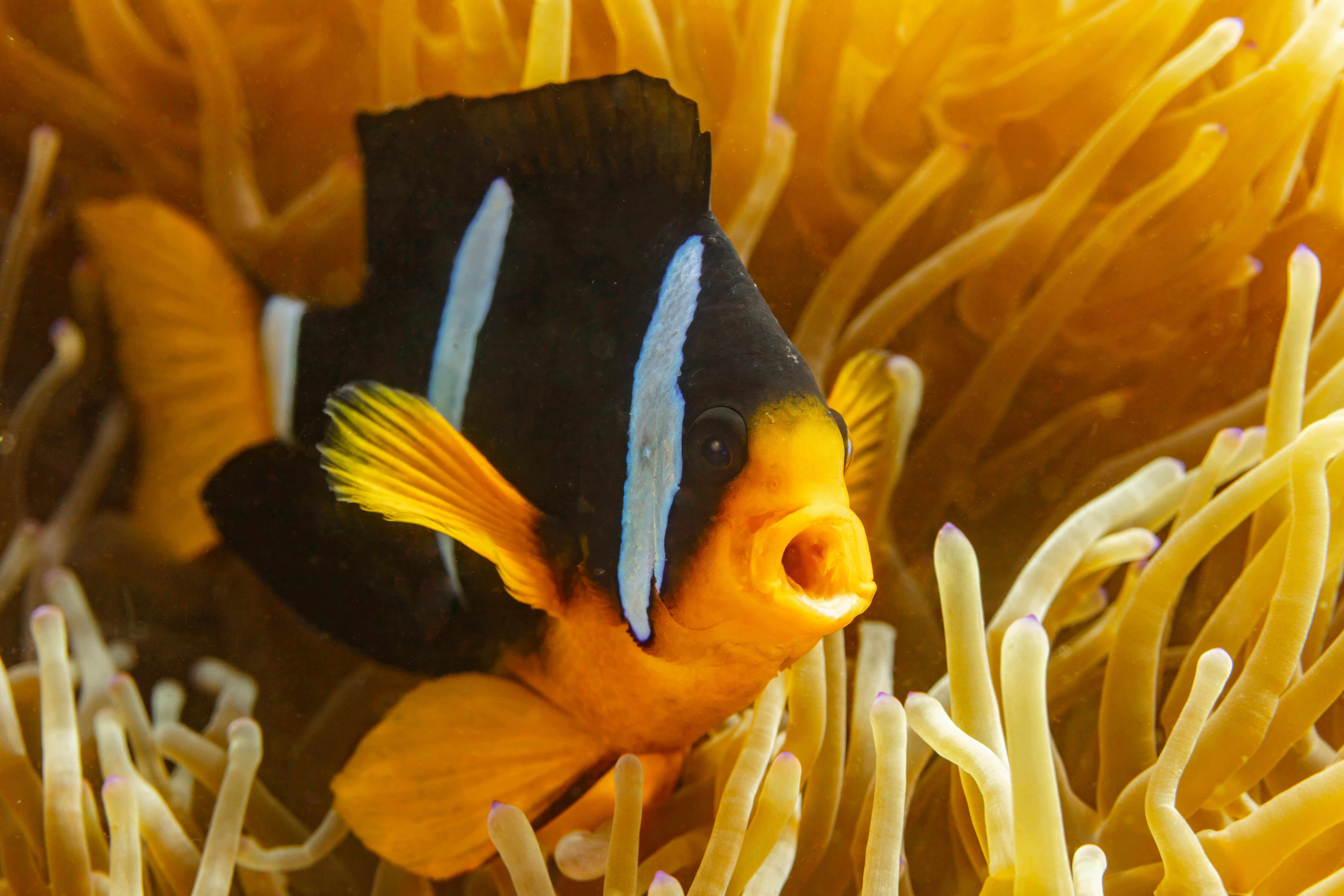
Pez payaso de cola amarilla (Amphiprion clarkii) en una anémona magnífica (Heteractis magnifica), islas Ad Dimaniyat, Omán

Aunque los pequeños damanes de las rocas (Procavia capensis) parecen cobayas, en realidad están emparentados con elefantes y manatíes, como han confirmado estudios de ADN. Los pequeños animales sirven de presa a numerosos depredadores, como el búho endémico de Omán (Strix butleri), el gato de la arena (Felis margarita) y numerosas especies de serpientes que también se sienten como en casa en las zonas secas, como las serpientes de cascabel de arena del género Echis, las víboras de arena, las víboras hocicudas y las cobras.
Entre los animales salvajes, aún se pueden encontrar algunos ejemplares de leopardo persa (Panthera pardus nimr) en las montañas de Dhofar. En 2013, la población en las montañas del sur de Omán se estimaba entre 50 y 100 animales. El gran felino no solo está amenazado por la pérdida de hábitat, sino también por los ataques ilegales de pastores que quieren proteger a sus cabras, vacas y camellos. La Unión Internacional para la Conservación de la Naturaleza (UICN) clasifica al leopardo persa como En Peligro Crítico (CR). Oficialmente, aún quedaban unos 200 ejemplares salvajes en 2021, y la población más numerosa, de unos 50 animales, vivía en Omán.

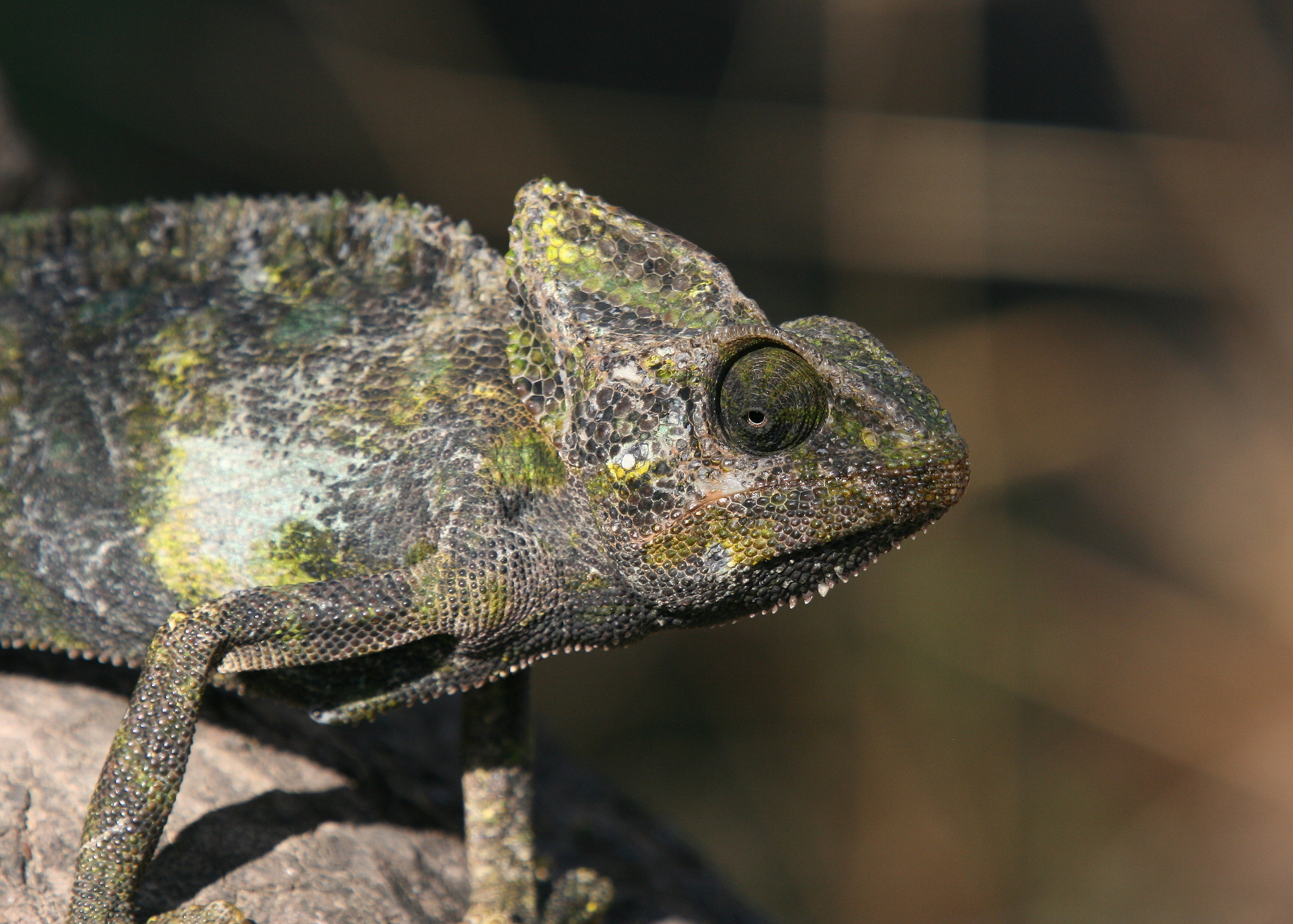
Camaleón de Arabia (Chamaeleo arabicus)

El tahr árabe es una especie tímida mitad cabra que también es nativa de las montañas Hajar y está protegida en Omán desde 1976. No obstante, según la UICN, la especie está muy amenazada debido tanto a la caza furtiva como al pastoreo excesivo.
El órix árabe, que se había extinguido en estado salvaje, fue reintroducido en una zona protegida en la década de 1980. La Reserva de Caza del Orix Árabe fue reconocida por la UNESCO como Patrimonio de la Humanidad en 1994. En 2007, la zona fue la primera del mundo a la que se revocó la patente de la UNESCO. El gobierno había reducido la zona en un 90% de su tamaño original para la producción de petróleo, lo que significaba que ya no cumplía los requisitos para ser una zona protegida.

Los dromedarios domesticados son animales domésticos y de ganado muy populares, pero aún quedan poblaciones salvajes en Omán. Hay unas 85 especies de aves autóctonas, como el ave voladora de Senegal, además de aves migratorias. En total, se han avistado más de 450 especies de aves diferentes. Hay una reserva de tortugas en la zona costera de Ras al-Jinz, donde cada año desovan hasta 100.000 tortugas marinas.

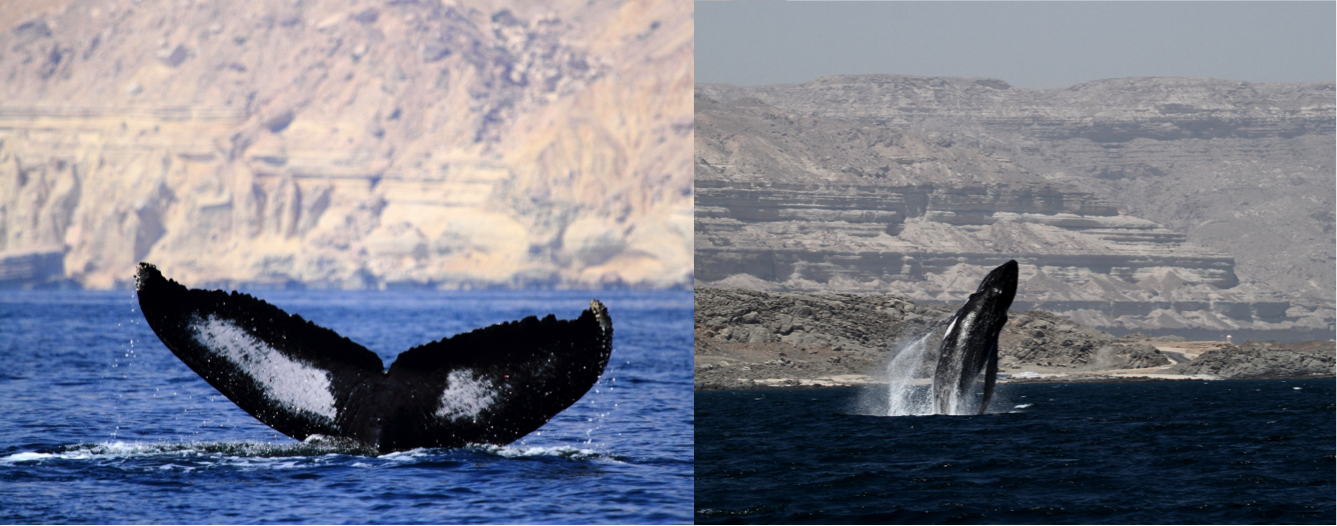
Ballenas jorobadas no migratorias del Mar Arábigo frente a Dhofar

Las cadenas montañosas del norte y el sur del país albergan numerosos manantiales, y en los depósitos de agua dulce de los montes Hajar se han descubierto numerosas especies de pequeños peces poco llamativos, entre ellos el barbo omaní Garra barreimiae, del género Garra. Investigadores de la Universidad de Viena también descubrieron formas cavernícolas del barbo en los lagos subterráneos de un sistema de cuevas de los montes Hajar, que son ciegas y de color rosa pálido, como su pariente, el pez de las cavernas somalí (Garra andruzzii). 
Además, se han descrito varias especies de moluscos en yacimientos de agua dulce del norte y el sur, pero sólo unas pocas en total. Desde el punto de vista médico, es importante la función de vector del parásito Schistosoma mansoni, causante de la esquistosomiasis, que se da en unos pocos casos.

Frente a la costa hay ricos caladeros de pez gato, atún y sardinas, y también se han avistado 20 especies distintas de ballenas, delfines y tiburones en aguas omaníes.

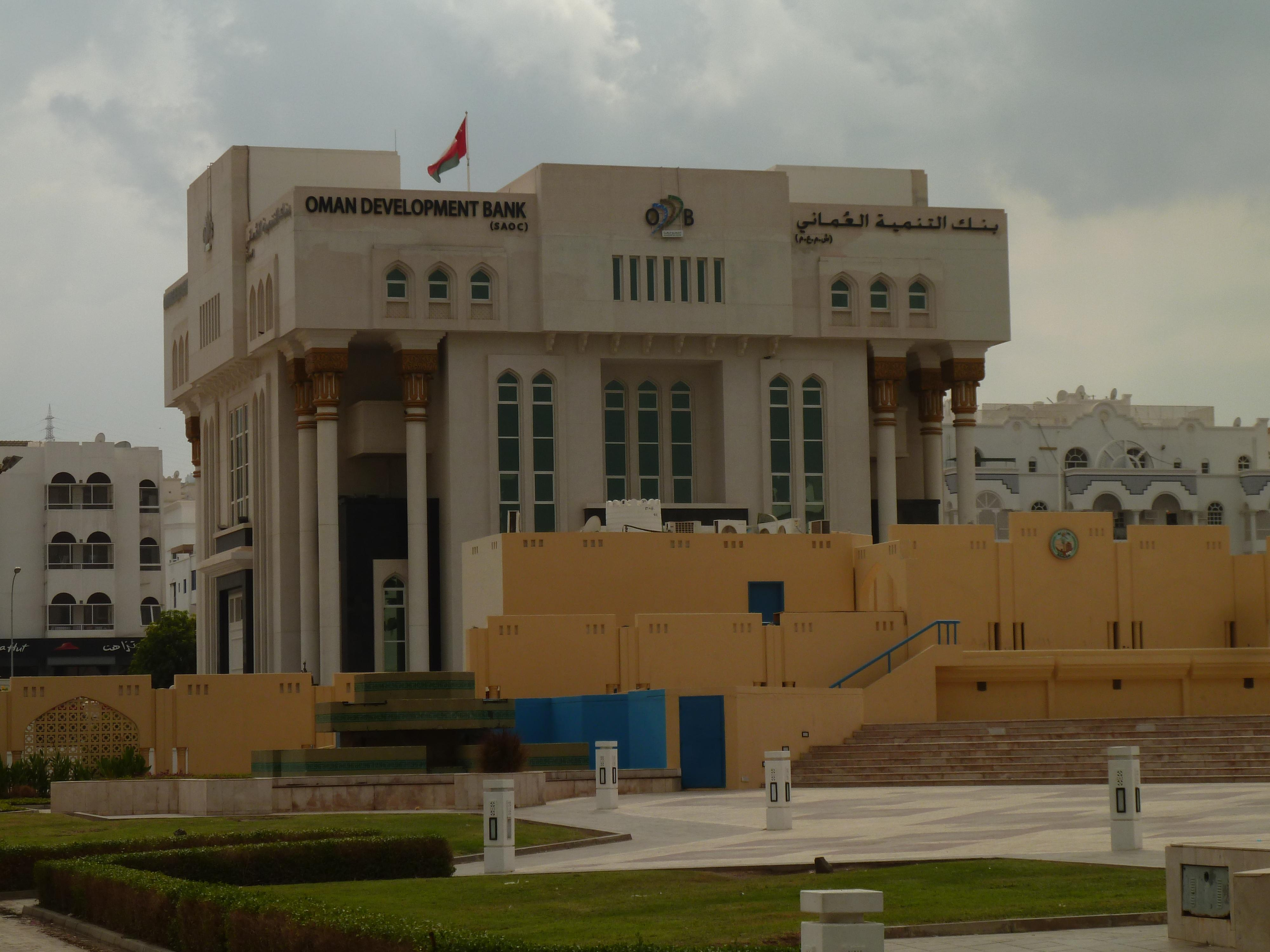
Banco de Desarrollo de Omán

## Economía

Una representación proporcional de las exportaciones de Omán, 2019

Así como la historia de Omán siempre estuvo unida a Mascate, que es la ciudad principal, también lo estuvo su economía. La falta de monedas circulantes en ambos territorios como consecuencia de las diferentes revueltas producidas durante los años 1888 y 1913 obligaron al jeque Faisal ben Turki a contramarcar piezas de ocho reales españoles, 5 francos franceses y táleros de María Teresa de Austria en ambos sultanatos para permitir su circulación durante los aquella época. Ambas contramarcas contenían la leyenda «Omán y Mascate» en árabe.

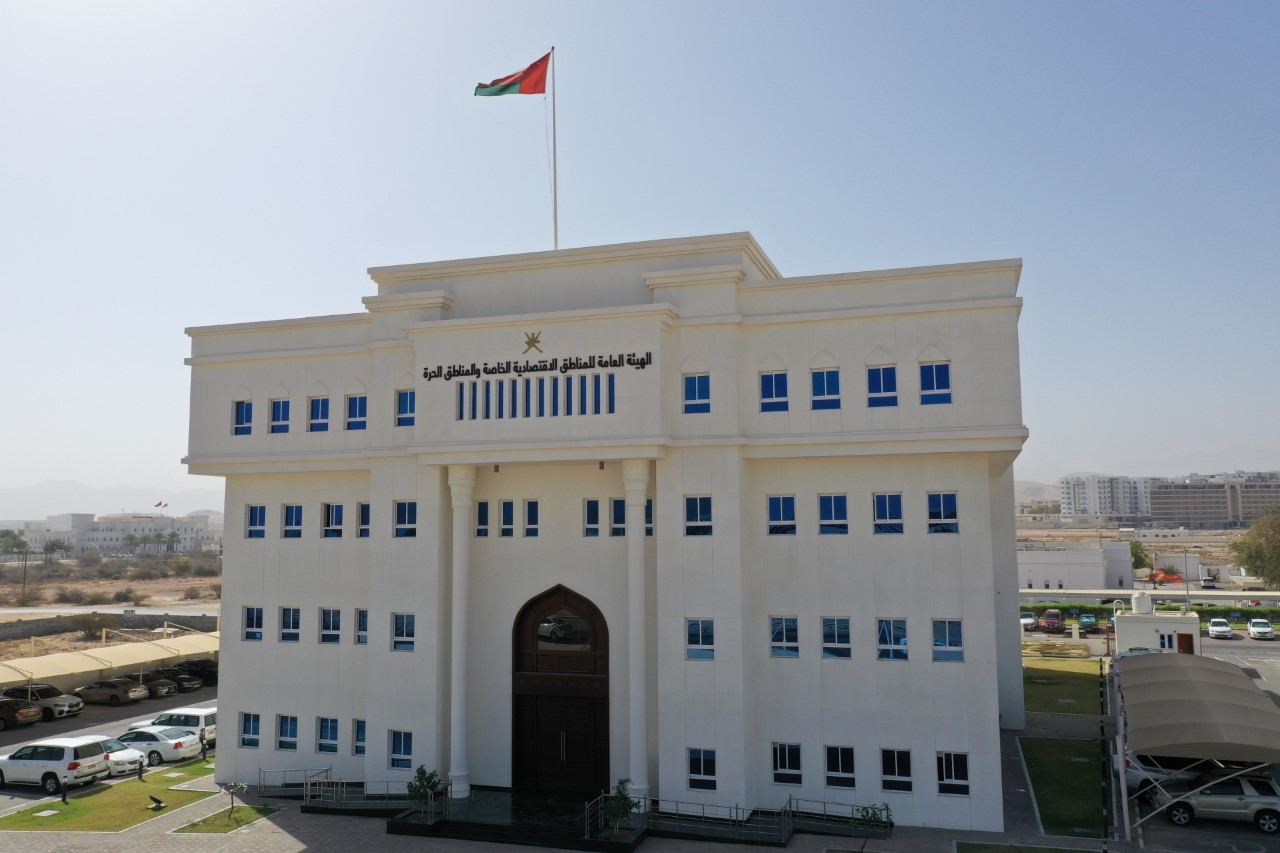
Edificio de la Autoridad Pública para las Zonas Económicas Especiales y las Zonas Francas de Omán

En la actualidad Omán tiene una economía basada en la explotación de las grandes reservas de gas natural y petróleo. El sistema ha sido controlado por la monarquía reinante y los miembros del gobierno. A partir del año 2000 se produjo un proceso de liberalización en un doble sentido: por una parte, se trató de desligar la actividad económica y comercial del poder político, propio de un sistema absolutista, y por otro se facilitó la privatización ordenada de las explotaciones mineras. 
Los graves desequilibrios sociales mantienen todavía un nivel de desocupación entre los habitantes del país del 15 % que se ha ido reduciendo durante los últimos cinco años, con una disminución progresiva de la mano de obra proveniente de países como Pakistán, Afganistán o la India. Al mismo tiempo, se ha incrementado la industria pesada destinada a la transformación de productos, diversificando la economía.[cita requerida]
Según el Índice mundial de innovación, a cargo de la Organización Mundial de la Propiedad Intelectual, en 2024, Omán se colocó en el lugar 74 en innovación entre 133 países del mundo; mientras que en 2023 ocupó el lugar 69 y el lugar 79 en 2022.

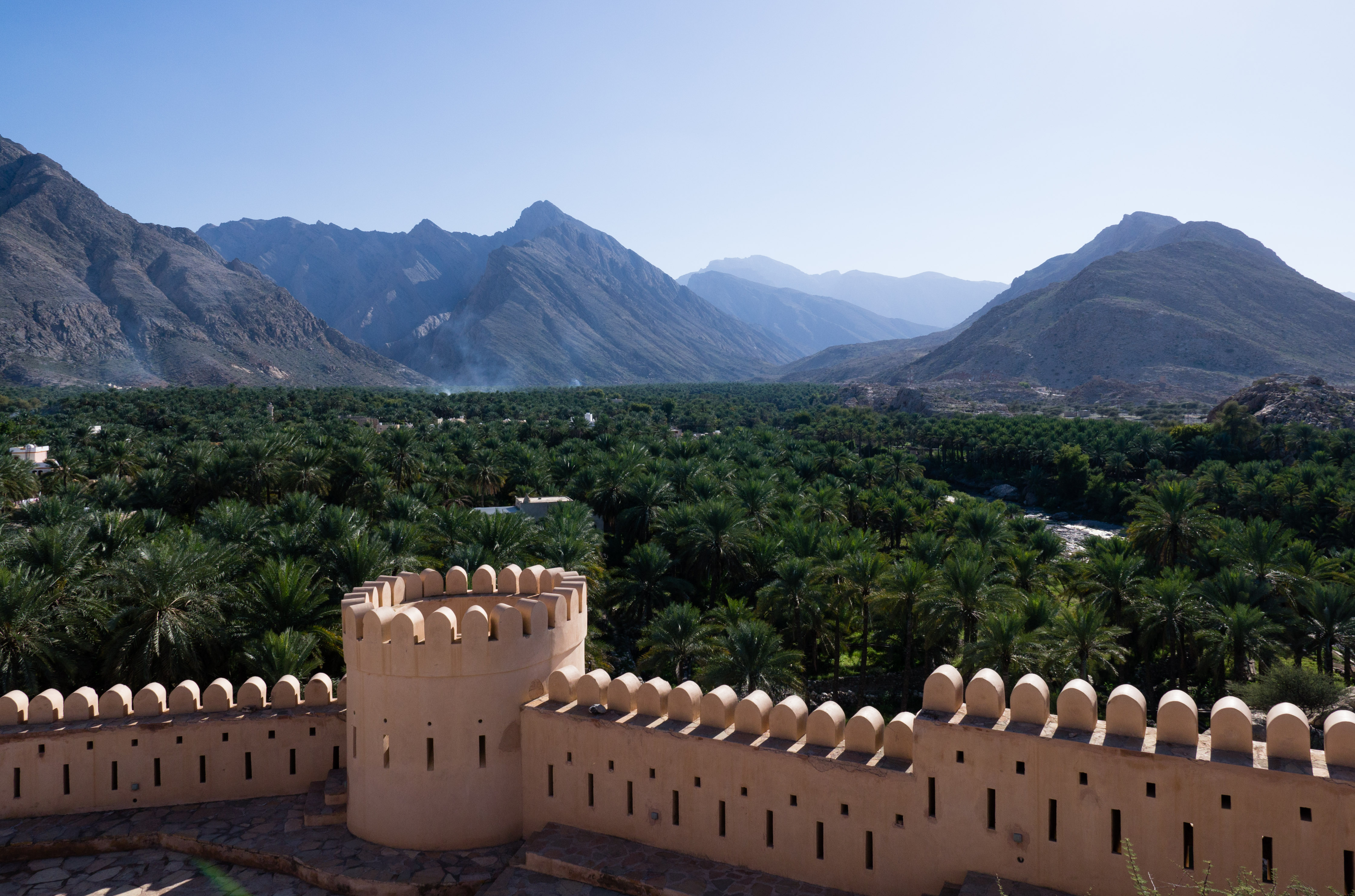
Vista desde el fuerte de Nakhal

### Turismo
El turismo en Omán ha crecido considerablemente en los últimos tiempos, y se espera que sea una de las mayores industrias del país. El Consejo Mundial de Viajes y Turismo afirmó que Omán es el destino turístico de más rápido crecimiento en Oriente Medio.
El turismo contribuyó en un 2,8 por ciento al PIB omaní en 2016. Creció de 505 millones de reales (1.300 millones de dólares) en 2009 a 719 millones de reales (1.800 millones de dólares) en 2017 (+42,3% de crecimiento). Los ciudadanos del Consejo de Cooperación del Golfo (CCG), incluidos los omaníes que residen fuera de Omán, representan la mayor proporción de todos los turistas que visitan Omán, estimada en un 48%. El segundo mayor número de visitantes procede de otros países asiáticos, que representan el 17% del número total de visitantes. Un reto para el desarrollo del turismo en Omán es la dependencia de la empresa estatal Omran, como actor clave para desarrollar el sector turístico, lo que potencialmente crea una barrera de entrada al mercado de los actores del sector privado y un efecto de exclusión. Otra cuestión clave para el sector turístico es profundizar en el conocimiento del ecosistema y la biodiversidad de Omán para garantizar su protección y preservación.

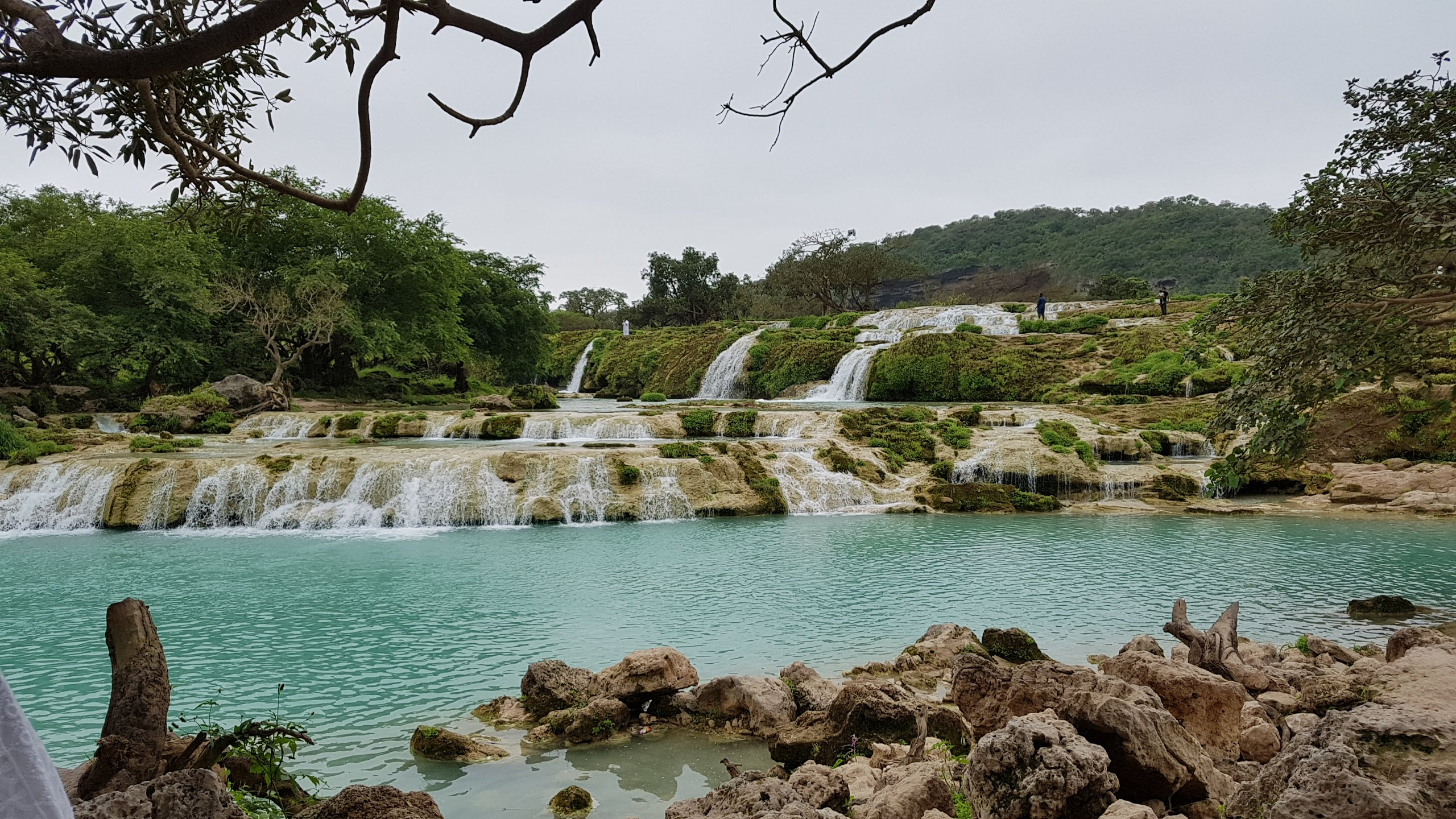
Uadi Darbat en la gobernación de Dhofar

Omán cuenta con uno de los entornos más diversos de Oriente Medio, con diversas atracciones turísticas, y es especialmente conocido por el turismo de aventura y cultural. Mascate, la capital de Omán, fue nombrada la segunda mejor ciudad para visitar en el mundo en 2012 por la editorial de guías de viajes Lonely Planet. Mascate también fue elegida Capital del Turismo Árabe de 2012.
En noviembre de 2019, Omán convirtió en excepción la norma del visado a la llegada e introdujo el concepto de visado electrónico para turistas de todas las nacionalidades. En virtud de las nuevas leyes, los visitantes debían solicitar el visado con antelación.
Los visitantes de Omán deben obtener un visado antes de viajar, a menos que procedan de uno de los países exentos de visado. Los ciudadanos de los países miembros del Consejo de Cooperación del Golfo pueden viajar a Omán sin límite de visado. Los nacionales de otros 69 países pueden solicitar visados en línea, válidos por un periodo de 30 días. Todos los visitantes deben estar en posesión de un pasaporte válido durante 6 meses.

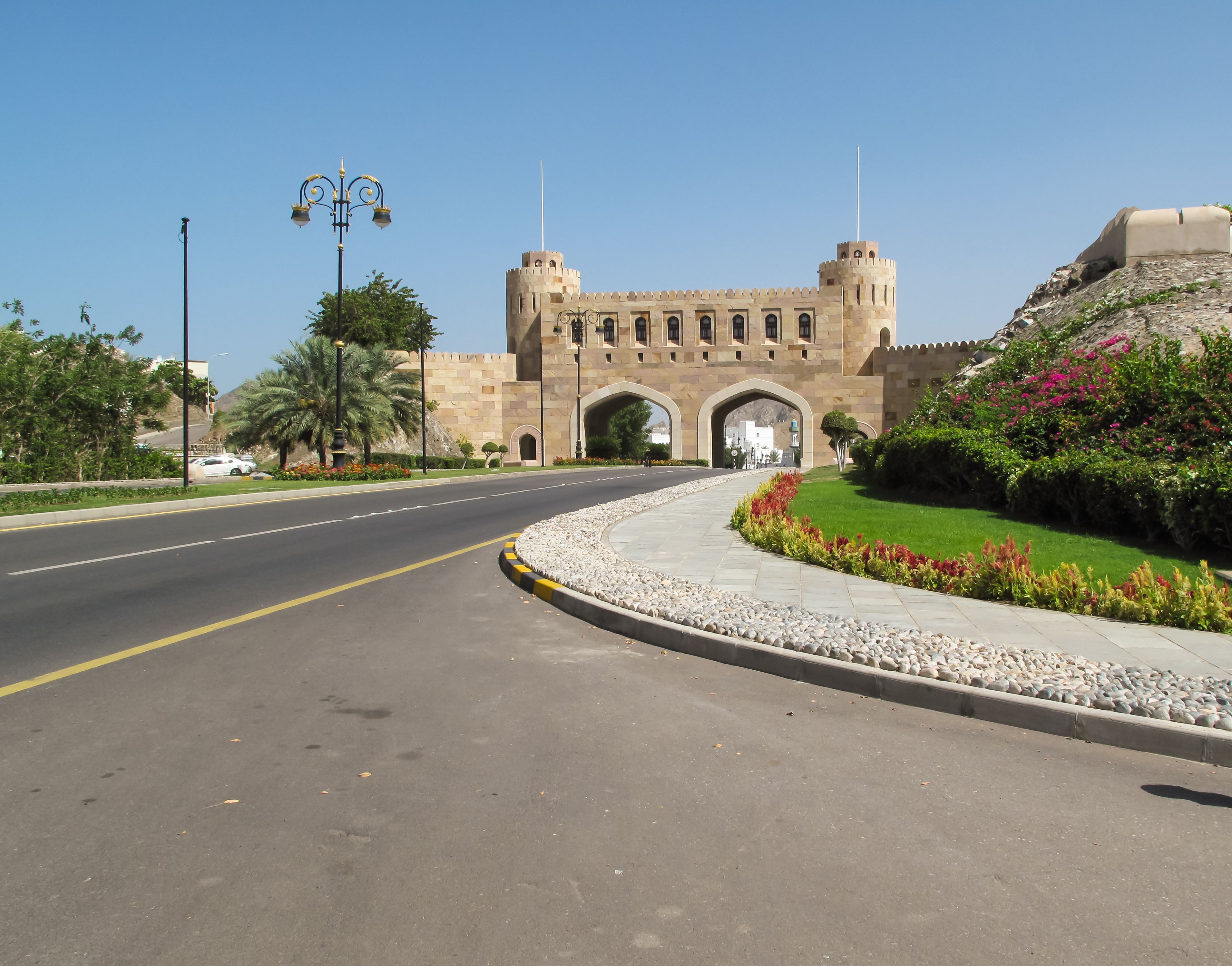
Museo Puerta de Mascate

La costa de Omán está bordeada por numerosas playas, con complejos hoteleros en la costa oeste y este de Mascate. Se pueden practicar actividades como tomar el sol, nadar, hacer kitesurf, bucear, hacer snorkel, navegar en barco y motos acuáticas, hacer surf, peinar la playa, recoger conchas y realizar excursiones de pesca.
El efecto diario de la brisa marina propicia unas condiciones fiables para la práctica del kitesurf. Hay centros en Mascate, la playa de Al Sawadi, la playa de Alzaiba y la isla de Masirah.
Son populares los viajes a lomos de camello o en todoterreno por las arenas de Wahiba y otras zonas desérticas, que a veces incluyen estancias en cabañas barsti, barbacoas, paseos en camello, sandboard y visitas a comunidades beduinas.
Los depósitos sedimentarios de las montañas de Omán, ricos en caliza, han dado lugar a la formación de cuevas en muchos lugares. En 2008, el Ministerio de Turismo presentó un plan para desarrollar Majlis al Jinn, la segunda cueva más grande del mundo, como cueva de exhibición, después de que su primera cueva de exhibición, Al Hoota Cave, atrajera a 75.000 visitantes en el primer año de funcionamiento. Hay cuevas a las que pueden acceder aficionados, como Muqal Cave en Wadi Bani y Khalid en la región de Ash Sharqiyah, mientras que otras requieren un esfuerzo considerable, formación, experiencia y equipos especializados.

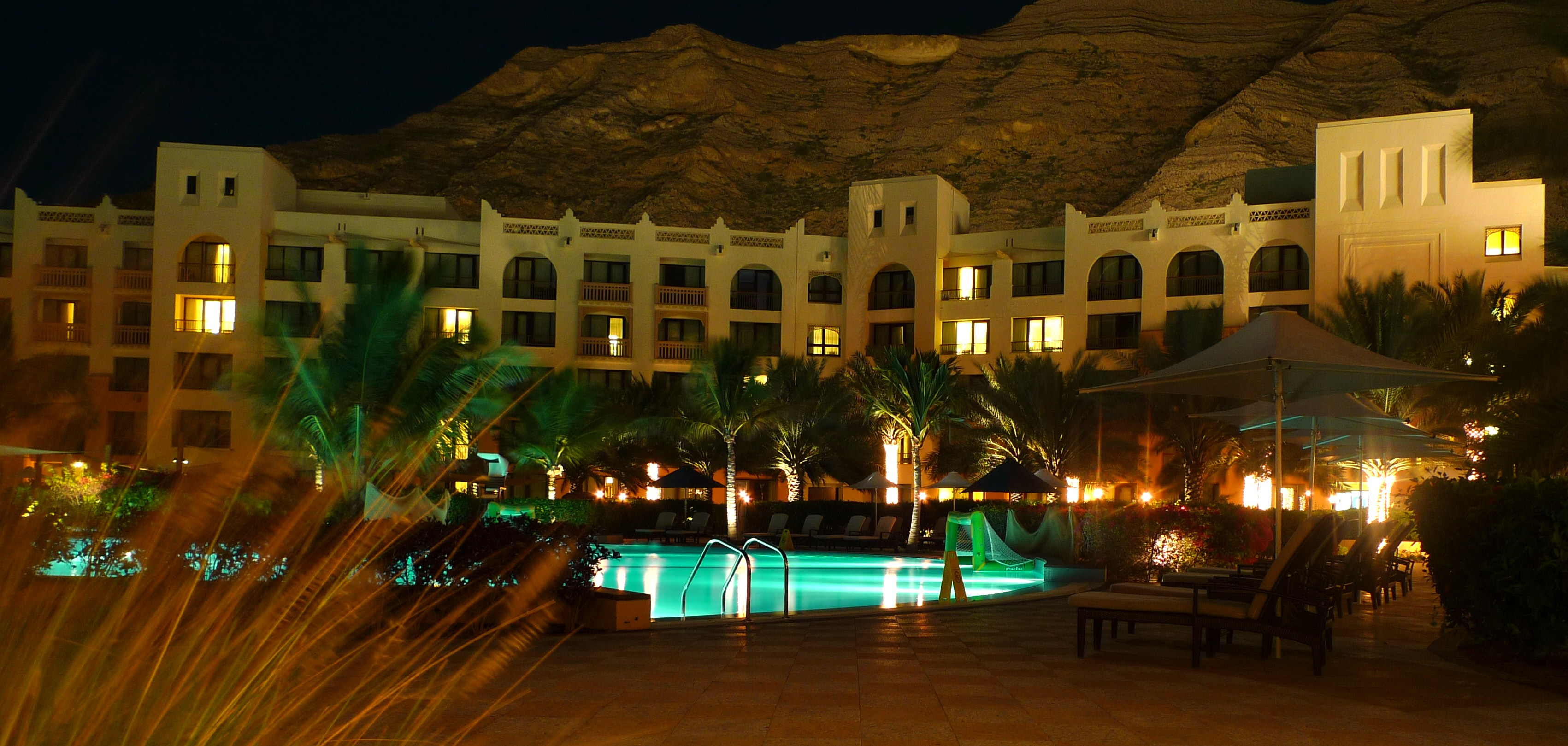
El Hotel Al Waha

Los zocos (mercados) omaníes son populares entre los turistas, y presentan una gran diversidad de puestos de artesanía, como objetos de plata y oro y textiles. Hay zocos en todas las ciudades omaníes; los más conocidos son los de Ruwi y Muttrah, en Mascate.
Casi todas las ciudades y pueblos omaníes tienen un fuerte, la mayoría construidos o ampliados durante la dinastía al-Yarubi, entre 1624 y 1744. Su finalidad era servir de refugio a la población y última línea de defensa de la ciudad. Los fuertes se preparaban para resistir largos asedios con pozos de agua, capacidad para almacenar alimentos y túneles secretos que terminaban a muchos kilómetros de los muros del fuerte. En tiempos de paz servían como centros de gobierno, establecimientos educativos o instalaciones comunitarias.

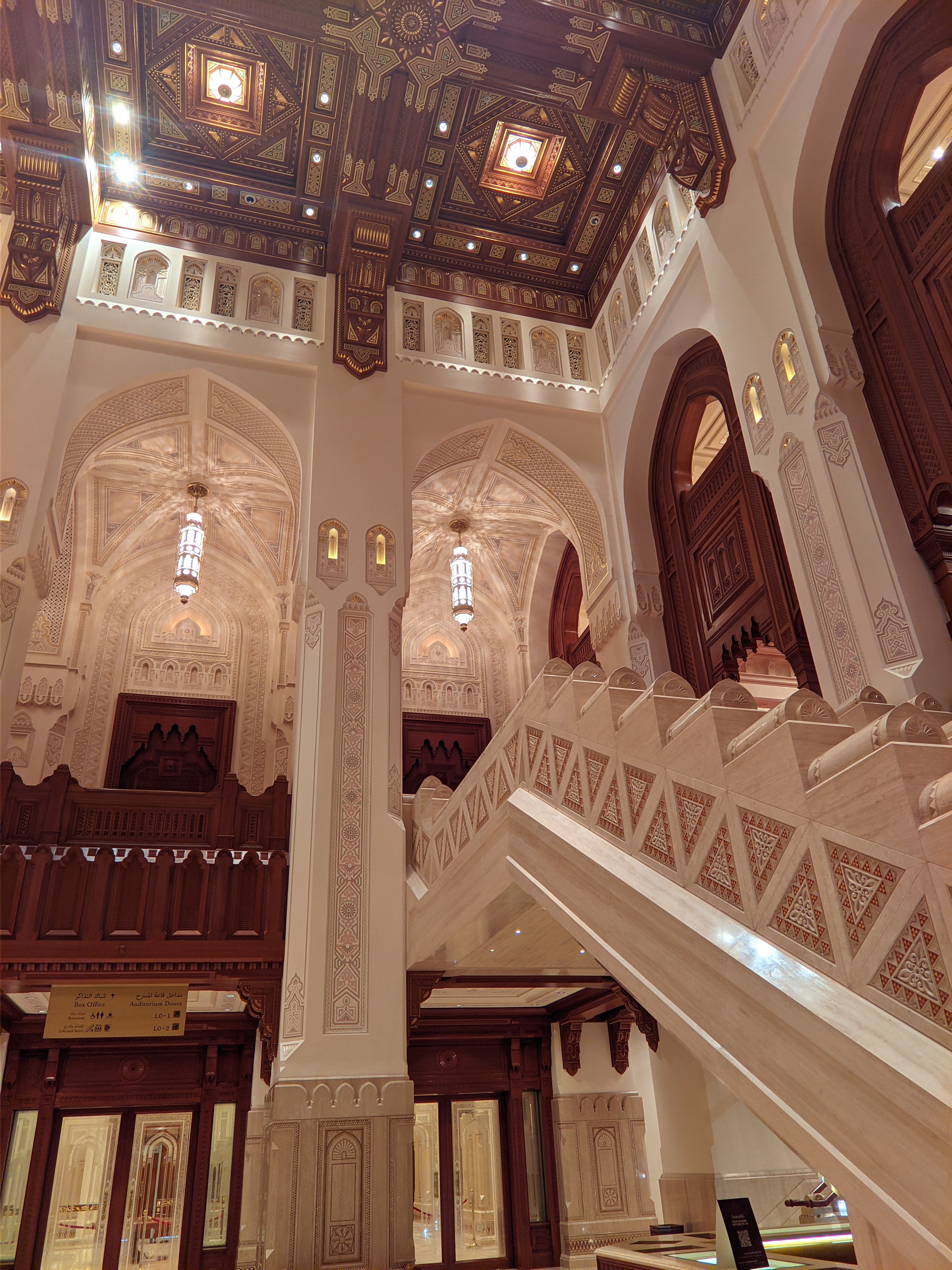
Opera Real de Mascate

La Administración del Programa Internacional de Preservación del Patrimonio de la Unesco enumera cuatro elementos de importancia cultural en Omán.
- Fuerte de Bahla: Parte de la capital de la dinastía Nabhani, que dominó Omán y prosperó en la península arábiga durante la Baja Edad Media.[96]

- Yacimientos arqueológicos de Bat, Al-Jutm y Al-Ayn: Restos de asentamientos y necrópolis del III milenio a. C. La necrópolis de Bat refleja las prácticas funerarias de principios de la Edad del Bronce.[97]

- Tierra de incienso: Varios lugares fueron importantes en la producción y distribución del incienso, que fue un codiciado artículo de lujo en la Antigüedad, incluidos los antiguos puertos de Khor Rori y Al-Baleed, y los oasis caravaneros de Shisr y Wadi Dawkah.[98]
- Sistemas de riego falaj: En 2006 se inscribieron cinco falajs para representar un método de riego que se remonta al menos al año 500 de nuestra era, y que aún se utiliza en la mayoría de las ciudades y pueblos omaníes, que distribuye el agua por gravedad.[99]

## Demografía
Omán es el país árabe más oriental. Según estimaciones de Naciones Unidas, en 2024 había 5.28 habitantes y según el Banco Mundial contaba con un crecimiento poblacional anual de 1.5% (2023); la mayoría de los omaníes son árabes, aunque existe una minoría baluchi. Como en la mayor parte de los países árabes, un gran número de trabajadores extranjeros viven ahí, procedentes principalmente de la India, Pakistán e Irán. El idioma oficial es el árabe, pero las minorías hablan sus propios idiomas. Un idioma semítico no árabe es hablado en Dhofar.[cita requerida] De acuerdo a estimaciones de 2012, cuatro aglomeraciones urbanas dentro del territorio omaní sobrepasaban los 130,000 residentes. Estas eran: la capital Mascate (1 318 799 habitantes), Salalah (203,766), Sohar (132,702) y Suwayq (132,549).
Según datos del World Factbook de la CIA, la gran mayoría de la población de Omán se concentra en el norte del país, en torno a las montañas Al Hajar. Otro núcleo poblacional, aunque menor, se ubica alrededor de la ciudad de Salalah, en el extremo sur. El resto del territorio nacional permanece escasamente habitado. En cuanto al nivel de urbanización, el 88.4 % de la población total residía en zonas urbanas en 2023, y se estima una tasa anual de urbanización del 2.32 % para el periodo 2020–2025. La principal área urbana es Mascate, la capital, con una población estimada de 1.65 millones de habitantes en 2023. 

### Religión
La religión predominante es el islam, en su forma ibadí (forma esta que, de entre todas las naciones islámicas, únicamente es dominante en el Sultanato de Omán y que se encuentra en la rama del jariyismo), y existe una importante colonia suní en Dhofar. Las particulares características del ibadismo hacen de Omán una nación mucho más tolerante y abierta que las de su entorno, permitiéndose la práctica pública de otras religiones (existen cuatro parroquias católicas en Omán que pertenecen al vicariato apostólico de Arabia Meridional). y los casos de yihadismo y fundamentalismo religioso son prácticamente inexistentes.

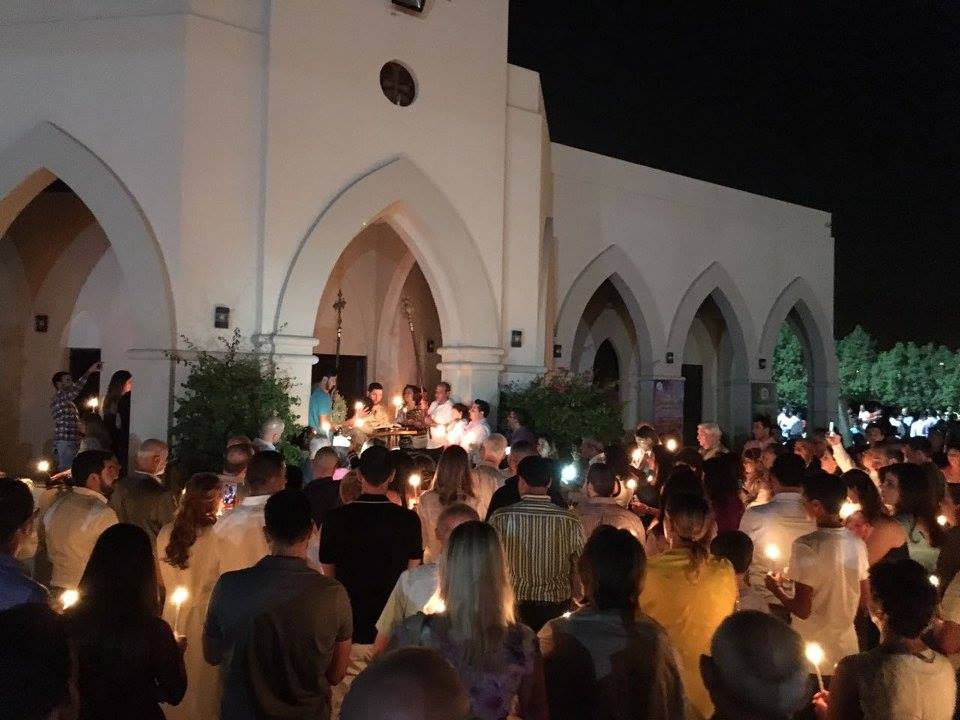
Celebración de la Semana Santa cristiana en una iglesia de Omán

El gobierno de Omán no mantiene estadísticas sobre afiliación religiosa, pero casi todos los omaníes son musulmanes, la mayoría de ellos siguen la Escuela Ibadi del islam, seguida por el islam chií duodecímano y la escuela shafí del islam suní. Prácticamente todos los no musulmanes en Omán son trabajadores extranjeros. Las comunidades religiosas no musulmanas incluyen varios grupos de jainistas, budistas, zoroastrianos, sijs, judíos, hindúes y cristianos.
Las comunidades cristianas se centran en las principales áreas urbanas de Mascate, Sohar y Salalah. Estas incluyen congregaciones católicas, ortodoxas orientales y varias congregaciones protestantes, que se organizan a lo largo de líneas lingüísticas y étnicas. Más de 50 grupos cristianos diferentes, becas y asambleas están activos en el área metropolitana de Mascate, formada por trabajadores migrantes del sudeste asiático.
También hay comunidades de hindúes y cristianos de etnia india. Mascate tiene dos templos hindúes. Uno de ellos tiene más de cien años. Hay una comunidad Sij significativa en Omán. Aunque no hay gurdwaras permanentes, existen muchos gurdwaras más pequeños en campamentos improvisados y son reconocidos por el gobierno.

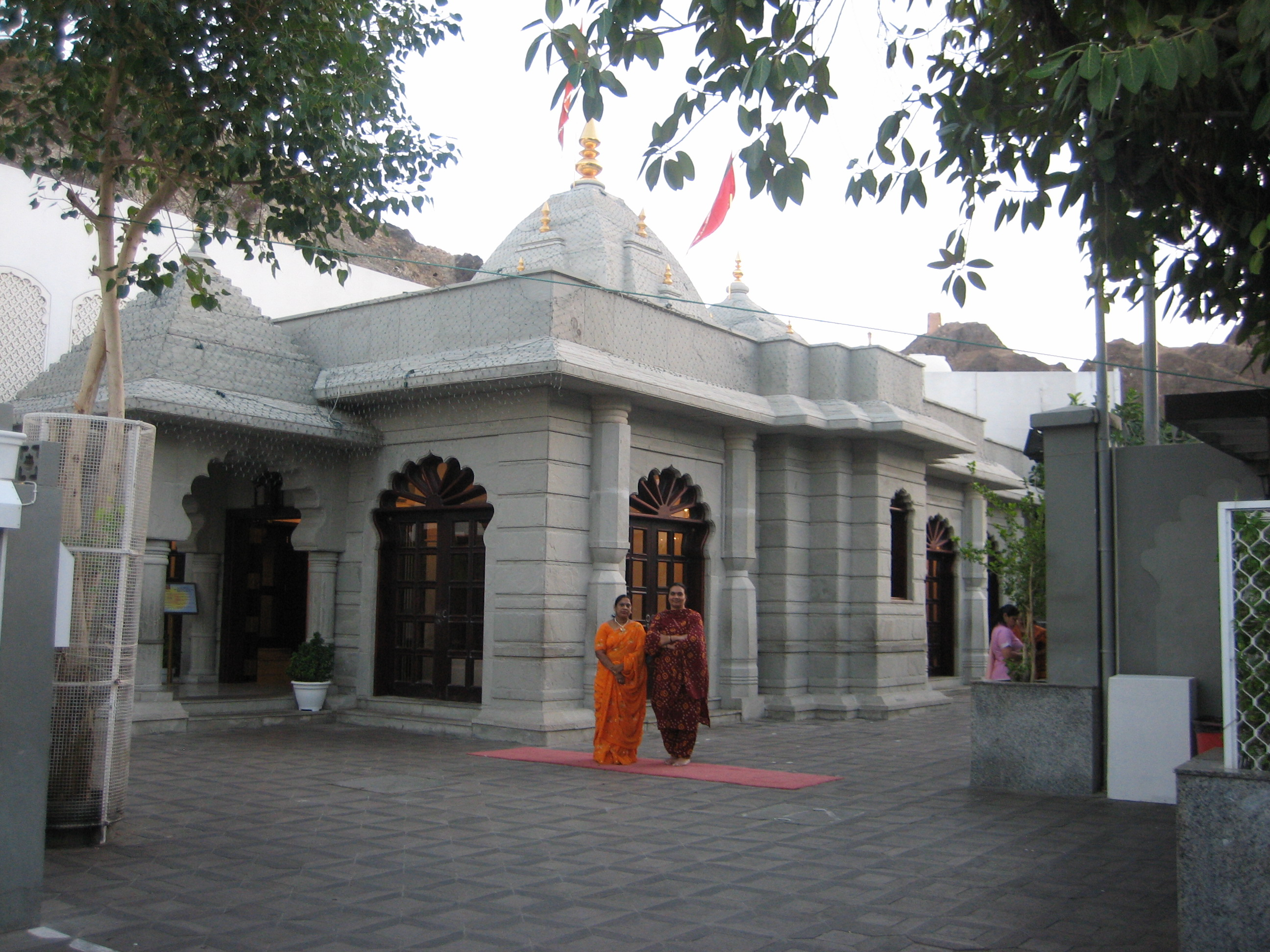
Templo hindú dedicado a Shiva en Mascate

El gobierno de la India firmó un acuerdo en 2008 con el gobierno de Omán para construir un gurdwara permanente, pero se ha avanzado poco en este asunto.
Porcentajes: musulmanes ibadíes 75 %, musulmanes sunitas y chiitas 10 %, cristianos 8.7 %, hindúes 5.5 %, budistas 0.8 %.

### Educación
La evaluación general de Omán en calidad de la educación, según UNSDG (Objetivos de Desarrollo Sostenible de las Naciones Unidas), es de 94,8 (quedan desafíos) en 2019.
En el marco del Objetivo de Desarrollo Sostenible 4 (Educación de Calidad), Omán presenta avances importantes en materia educativa. La evaluación general de Omán en calidad de la educación, según el reporte de UNSDG del 2025, es de 94,8 (quedan desafíos). En 2022, la tasa de participación en programas de aprendizaje organizado para la primera infancia (niños de 4 a 6 años) alcanzó el 72.6 %. Ese mismo año, la tasa neta de matriculación en educación primaria se situó en 88.9 %. Para 2023, el 94.7 % de los estudiantes completó la educación secundaria inferior, mientras que la tasa de alfabetización de la población joven, de entre 15 y 24 años, fue del 100 % en 2022. Estos datos reflejan una cobertura educativa amplia y una alfabetización plena en la población joven.

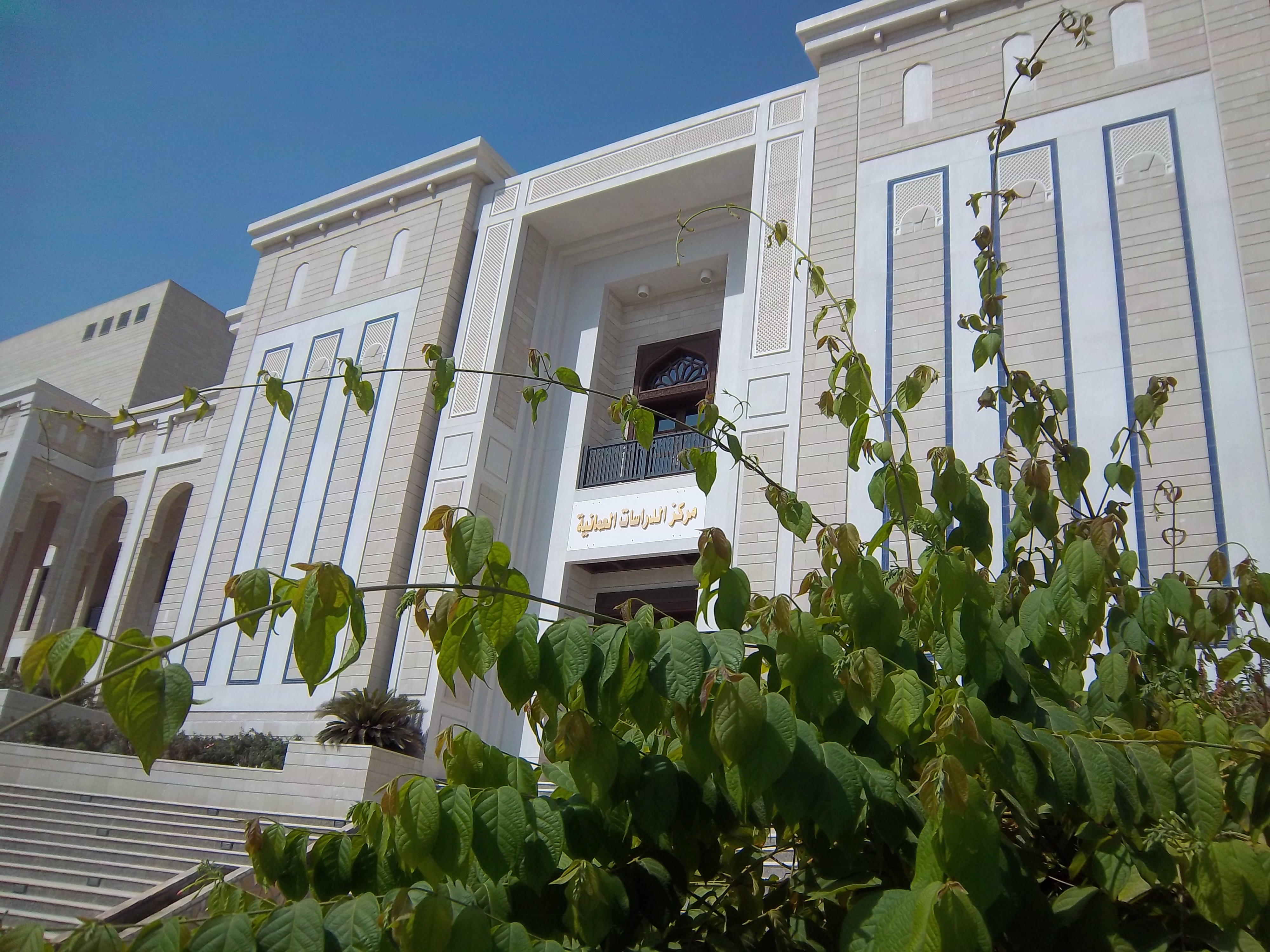
Universidad Sultan Qaboos

La educación superior de Omán produce un excedente en humanidades y artes liberales, mientras que produce un número insuficiente en campos técnicos y científicos y conjuntos de habilidades necesarias para satisfacer la demanda del mercado. Además, un capital humano suficiente crea un entorno empresarial que puede competir con empresas extranjeras, asociarse con ellas o atraerlas. 
Las normas y mecanismos de acreditación con un control de calidad centrado en las evaluaciones de los insumos, más que en los resultados, son áreas de mejora en Omán, según el informe de 2014 de la Conferencia de las Naciones Unidas sobre Comercio y Desarrollo. El informe del Índice de Transformación BTI 2018 sobre Omán recomienda que el currículo educativo se centre más en la "promoción de la iniciativa personal y la perspectiva crítica". Omán ocupó el puesto 84 en el Índice de Innovación Global en 2020, por debajo del puesto 80 en 2019.

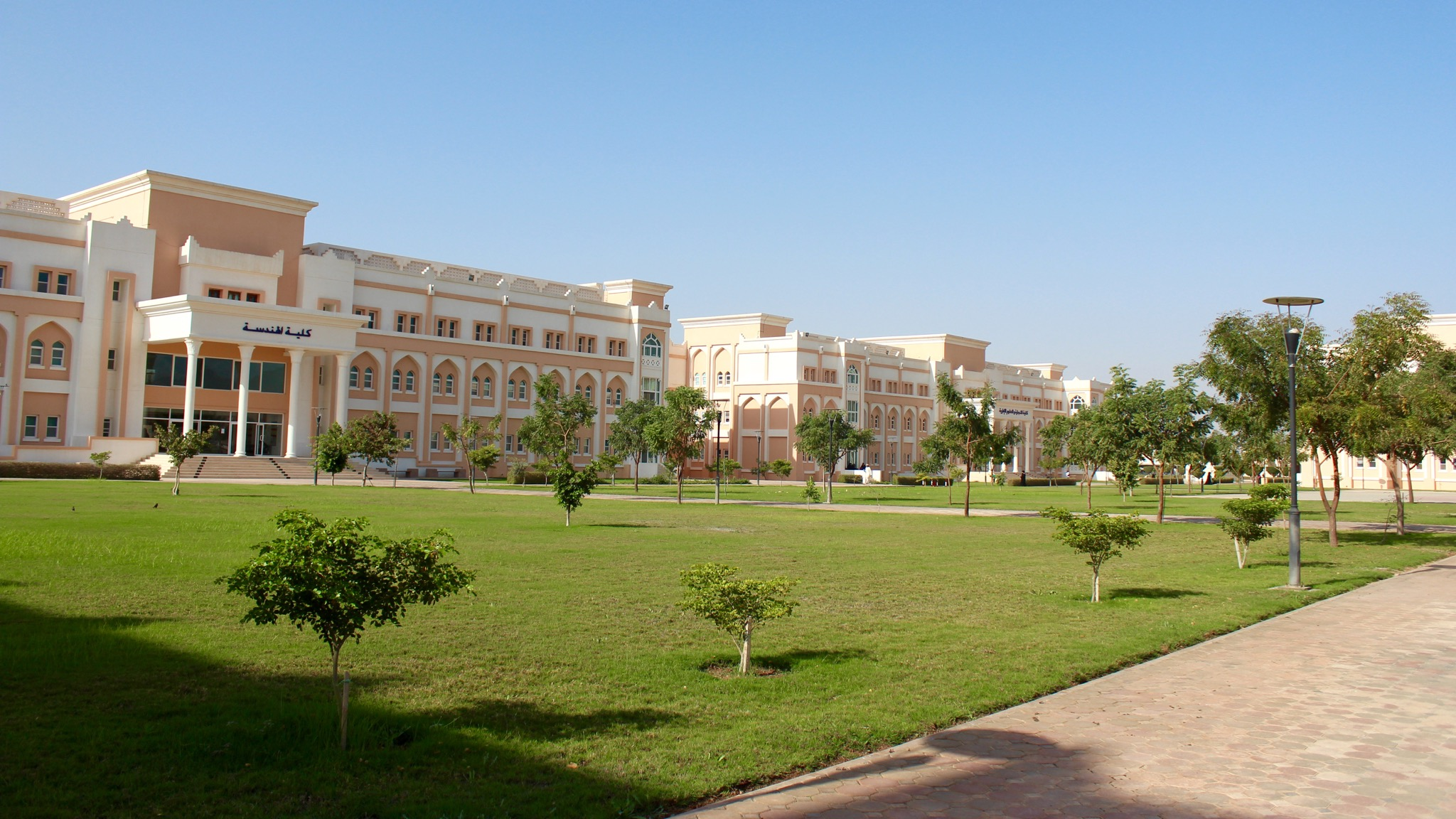
Universidad de Dhofar

La tasa de alfabetización de adultos en 2022 era del 97%. Antes de 1970, solo existían tres escuelas formales en todo el país, con menos de 1000 alumnos. Desde la llegada al poder del Sultán Qaboos en 1970, el Gobierno ha dado prioridad a la educación para desarrollar una mano de obra nacional. Hoy hay más de 1000 escuelas públicas y unos 650 000 estudiantes.
La primera universidad de Omán, la Universidad Sultán Qaboos, abrió sus puertas en 1986. La Universidad de Nizwa es una de las que más rápido crece en Omán. Otras instituciones postsecundarias de Omán son la Escuela Superior de Tecnología, seis escuelas de ciencias aplicadas (incluida una escuela de magisterio), una escuela de estudios bancarios y financieros, un instituto de ciencias de la sharia y varios institutos de enfermería. Cada año se conceden unas 200 becas para estudiar en el extranjero.
Según el Ranking de Cibermetría de Universidades del Mundo, las mejores universidades del país son la Universidad Sultán Qaboos (1678ª del mundo), la Universidad de Dhofar (6011ª) y la Universidad de Nizwa (6093ª).

### Sanidad

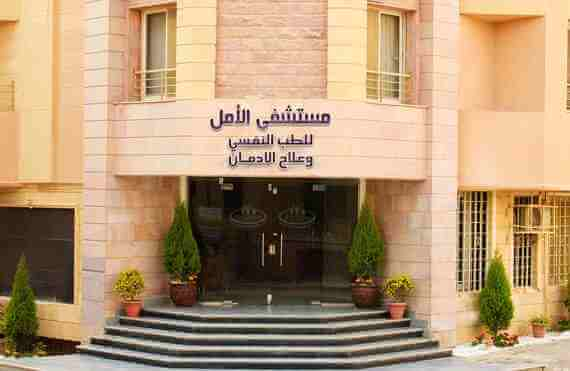
Un centro de Psiquiatría y Tratamiento de las adicciones en Omán

En cuanto al ODS 2 (Hambre Cero), los datos más recientes muestran que en 2022 alrededor del 5.7 % de la población estaba subalimentada. Las cifras disponibles de 2017 indican que un 11.4 % de los niños menores de cinco años tiene baja talla para su edad y un 9.3 % sufre desnutrición aguda. El objetivo del UNSDG es hambre cero para 2030. La cobertura de los servicios sanitarios esenciales en Omán en 2015 fue del 77 por ciento, relativamente superior a la media mundial de aproximadamente el 54 por ciento durante el mismo año, pero inferior al nivel de las economías de ingresos altos (83 por ciento) en 2015.
En Omán, el gasto general del gobierno destinado a salud representó en 2021 el 10.5 % del gasto público total, lo que significó un aumento de 0.3 puntos porcentuales respecto a 2020, mostrando una ligera mejora en la proporción de recursos públicos asignados al sector salud.
Desde 1995, el porcentaje de niños omaníes que reciben las principales vacunas ha sido sistemáticamente muy alto (superior al 99%). En cuanto a las tasas de mortalidad por incidentes de tránsito, la tasa de Omán ha disminuido desde 1990, de 98,9 por cada 100.000 individuos a 47,1 por cada 100.000 en 2017, sin embargo, la tasa se mantiene significativamente por encima del promedio, que fue de 15,8 por cada 100.000 en 2017. El gasto en salud de Omán con respecto al PIB entre 2015 y 2016 promedió 4,3 por ciento, mientras que el promedio mundial durante el mismo período promedió 10 por ciento.
En cuanto a la mortalidad debida a la contaminación del aire (contaminación del aire doméstico y ambiental), la tasa de Omán era de 53,9 por cada 100.000 habitantes en 2016. En 2019, la Organización Mundial de la Salud (OMS) clasificó a Omán como el país menos contaminado del mundo árabe, con una puntuación de 37,7 en el índice de contaminación. El país ocupó el puesto 112 en Asia entre la lista de países más contaminados.
Se calcula que la esperanza de vida al nacer en Omán era de 80 años en 2023; 78 años para los hombres y 82 años para mujeres. Se calcula que en 2010 había 2,1 médicos y 2,1 camas de hospital por cada 1000 habitantes. En 1993, el 89% de la población tenía acceso a servicios sanitarios. En 2000, el 99% de la población tenía acceso a servicios de salud. En 2000, el sistema de salud de Omán fue clasificado como el número 8 por la Organización Mundial de la Salud. Los datos más recientes muestran que la esperanza de vida al nacer en 2022, fue de 74 años.

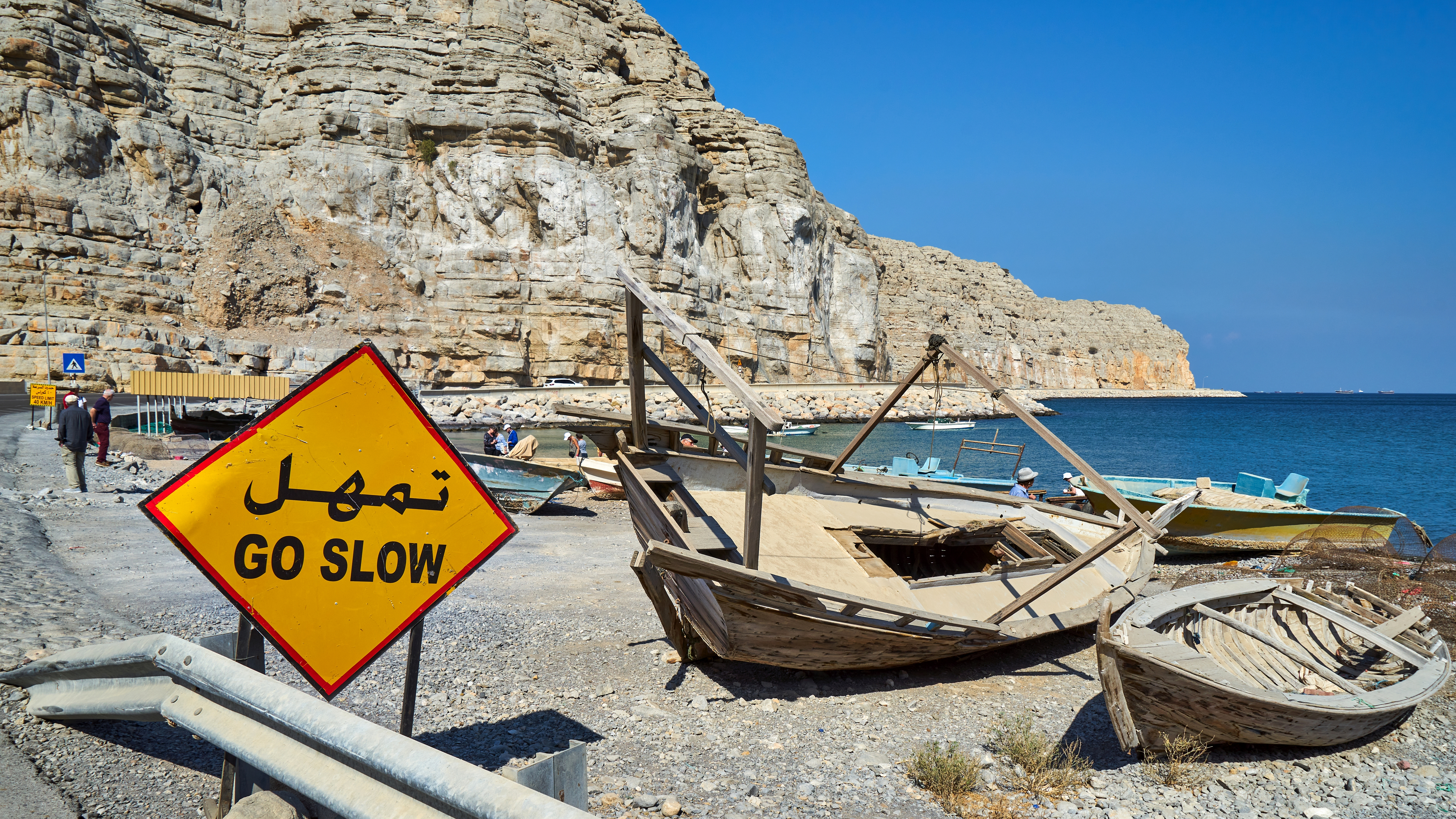
Un cartel de tráfico escrito en árabe y en inglés (para los turistas)

### Lenguas
El árabe es la lengua oficial y principal de Omán. Pertenece a la rama semítica de la familia afroasiática. Se hablan varios dialectos del árabe, todos ellos pertenecientes a la familia del árabe peninsular: El árabe dhofari (también conocido como dhofari, zofari) se habla en Salalah y las regiones costeras circundantes (la gobernación de Dhofar); el árabe del Golfo se habla en las zonas limítrofes con los EAU; mientras que el árabe omaní, distinto del árabe del Golfo del este de Arabia y Baréin, se habla en el centro de Omán, aunque con la reciente riqueza petrolera y la movilidad se ha extendido por otras partes de la Sultanía.
Según la CIA, además del árabe, el inglés, el baluchi (baluchi meridional), el urdu, el tamil, el bengalí (hablado por indios y bangladeshíes), el hindi, el malayalam, el tulu y varias otras lenguas indias son los principales idiomas hablados en Omán. El inglés está extendido en la comunidad empresarial y se enseña en la escuela desde una edad temprana. Casi todos los letreros y escritos aparecen tanto en árabe como en inglés en los lugares turísticos.

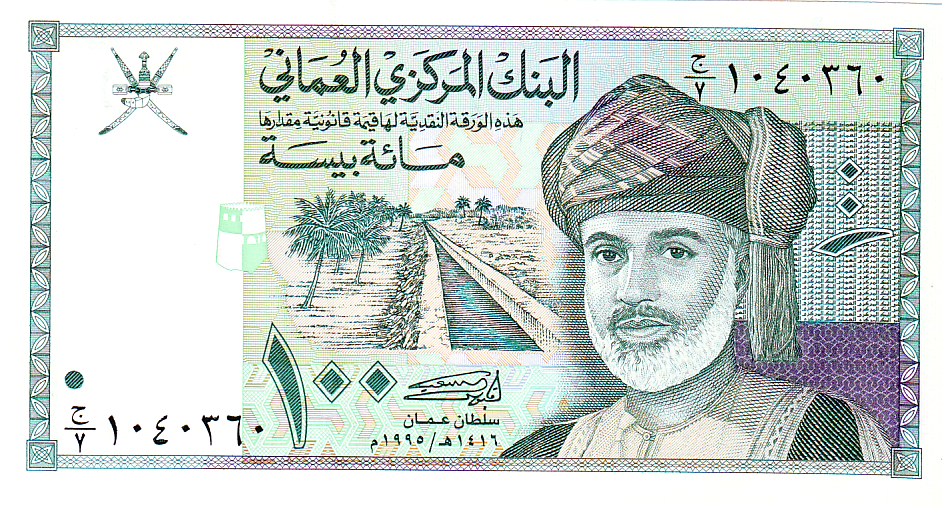
Un billete de 100 riales omaníes con caracteres en árabe

El baluchi es la lengua materna del pueblo baluchi de Baluchistán, en el oeste de Pakistán, el este de Irán y el sur de Afganistán. También lo utilizan algunos descendientes de marineros sindhi. El bengalí está muy extendido debido a la gran población de expatriados bangladeshíes. Un número significativo de residentes también habla urdu, debido a la afluencia de emigrantes paquistaníes a finales de los años ochenta y noventa. Además, el suajili está muy extendido entre parte de la población del país debido a las relaciones históricas entre Omán y Zanzíbar.
En la actualidad, la lengua mehri está limitada en su distribución a los alrededores de Salalah, en Zafar y hacia el oeste, en Yemen. Sin embargo, hasta los siglos XVIII o XIX se hablaba más al norte, quizá hasta el centro de Omán. El baluchi (baluchi meridional) está muy extendido en Omán. Entre las lenguas indígenas en peligro de extinción en Omán se encuentran el kumzari, el bathari, el harsusi, el hobyot, el jibbali y el mehri. La lengua de signos omaní es la lengua de la comunidad de sordos. Omán fue también el primer país árabe del Golfo Pérsico en el que se enseñó alemán como segunda lengua.

## Cultura
A pesar de que Omán es un país moderno, las influencias occidentales son restringidas; la forma ibadí del islam es muy estricta en comparación a la yiíta y sunita.[cita requerida]

### Vestimenta

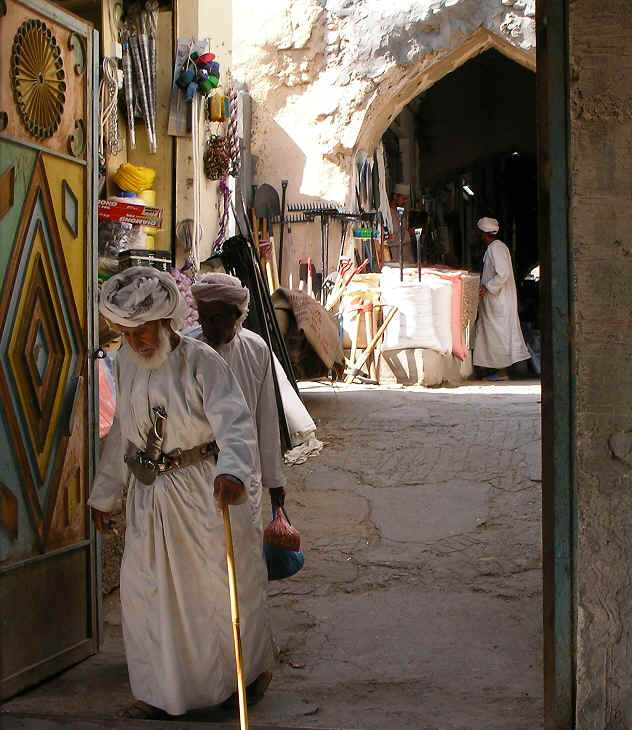
Omaníes en Nizwa.

Para los varones la vestimenta nacional consiste en una larga túnica sin cuello hasta las rodillas y con largas mangas llamada dishdasha. Aparte de la túnica los hombres utilizan otros accesorios como el muzzar (un tipo de turbante), el assa (un bastón utilizado principalmente para ocasiones formales) y el khanjar, una daga curva ceremonial que a menudo se considera un símbolo importante de elegancia masculina. La vestimenta de las mujeres omaníes consiste en un vestido largo que se lleva sobre unos pantalones (sirwal) y un pañuelo para la cabeza (lihaf). El diseño del vestido varía en función de las regiones, así como el color y los materiales. La vestimenta femenina se complementa con joyas, cosméticos y ornamentos artesanales.

### Gastronomía

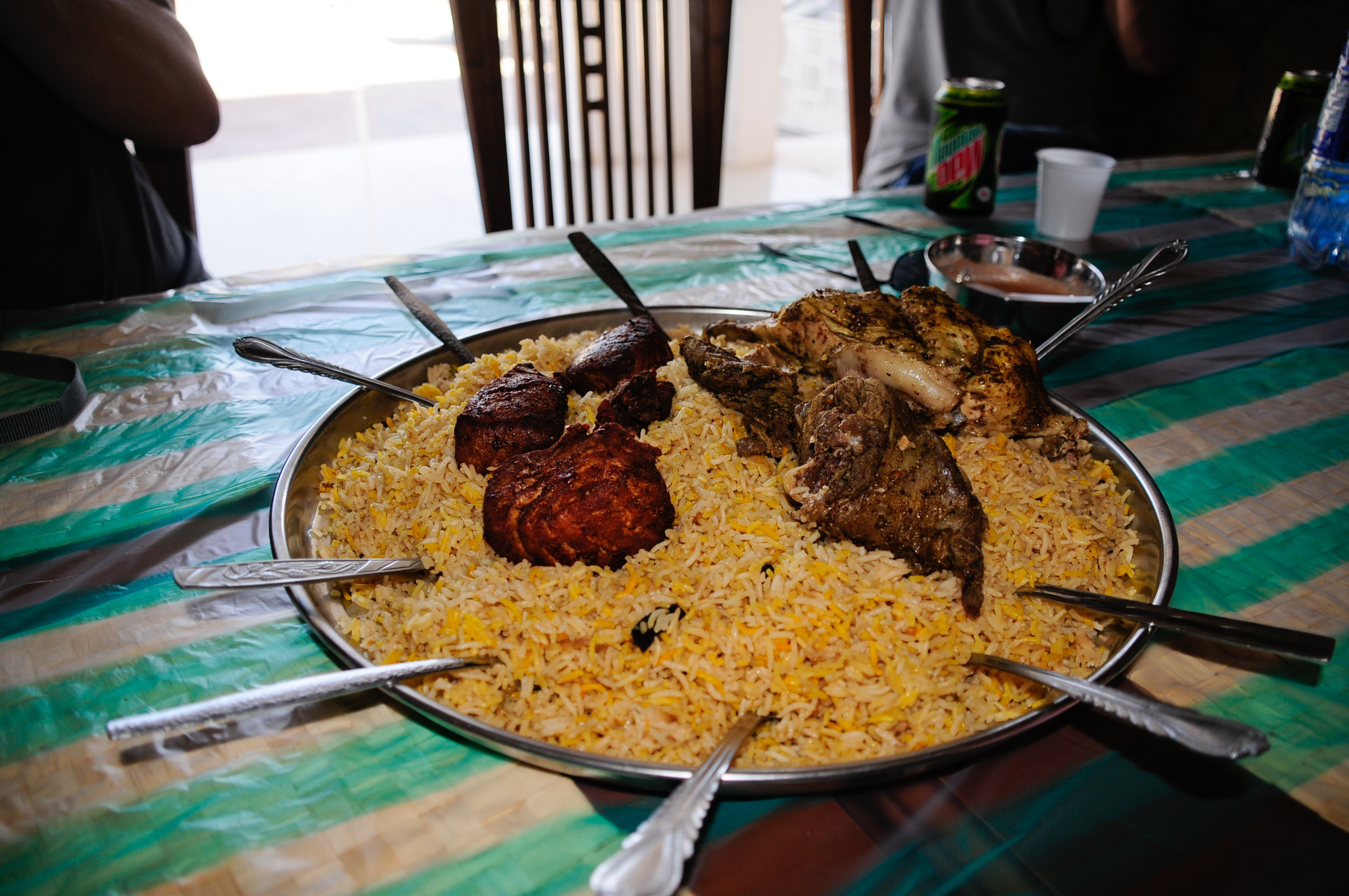
Comida tradicional omaní

Por lo general la cocina omaní es muy sencilla, aderezada con muchas especias para completar los platos, que normalmente consisten en pollo, pescado y cordero, que varían de región en región. Por lo general los platos van acompañados de arroz, gran variedad de sopas y caldos, ensaladas, curry y vegetales frescos. En el desierto muchos omaníes toman un dulce llamado halwa. Normalmente se sirve antes de la consumición del kahwa, un tipo de café muy popular y que se considera símbolo de hospitalidad. Otras bebidas populares son el laban (una especie de mantequilla salada) y yogures líquidos. Para las festividades se preparan platos especiales, siguiendo tradiciones islámicas. La diversidad gastronómica de estas ocasiones es muy diversa, aunque solo se preparan en estas ocasiones.

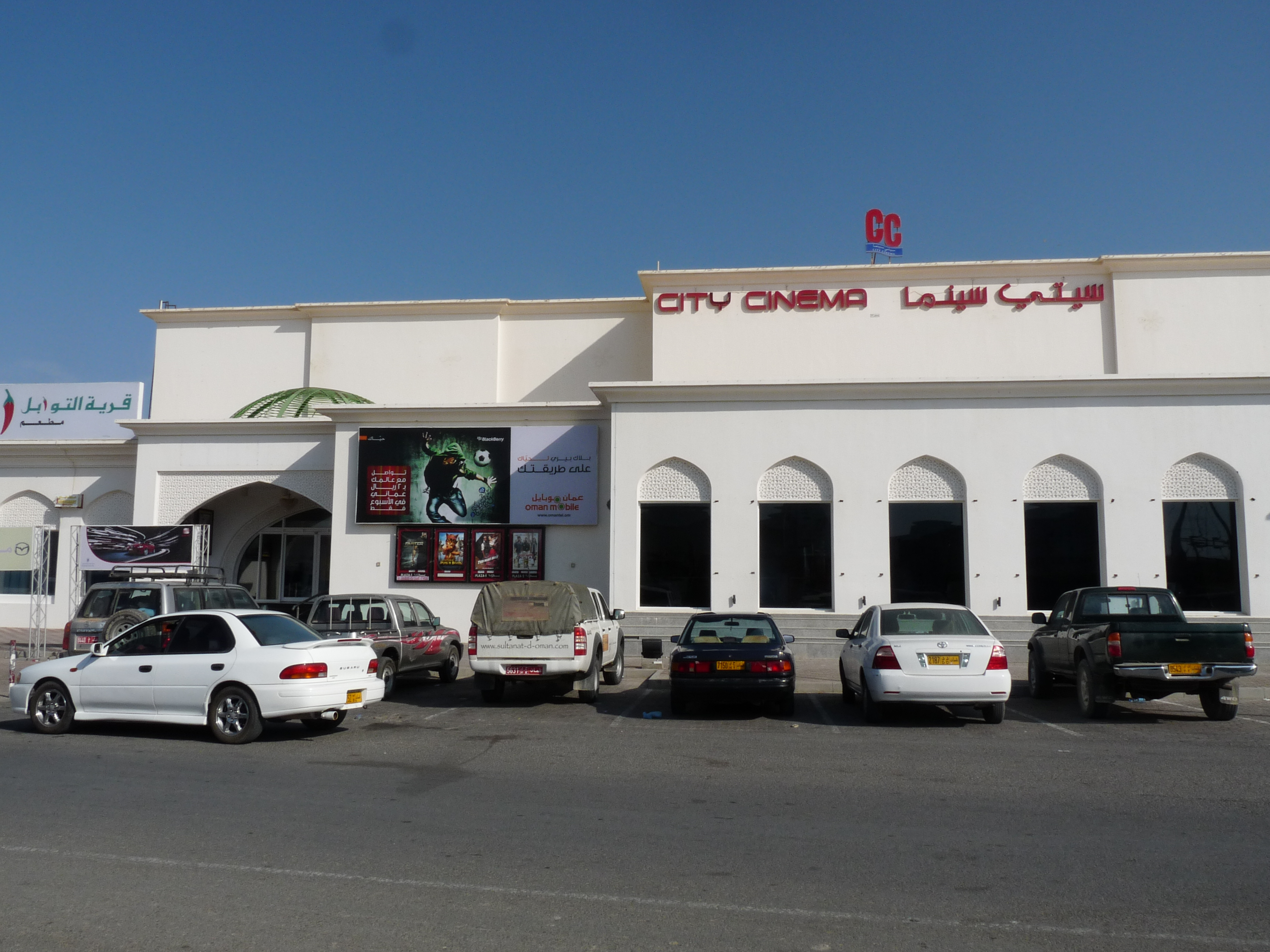
Sala de cine ubicada en la ciudad de Sur

### Cine
Inaugurado en el año 2001, el Festival Internacional de cine de Mascate fue el primer festival de cine de la región del golfo Pérsico. Desde entonces se celebra cada dos años en la capital del país. La mayor parte de las películas proyectadas en Omán son películas estadounidenses (Hollywood) e indias (Bollywood), y la producción local es muy modesta. En el año 2006 Khalid Al Zedjali dirigió Al Boom el primer largometraje omaní.
En 2024, el Festival Internacional de Cine de Mascate (MIFF, por sus siglas en inglés) anunció la creación de Arabwood, una iniciativa que busca posicionar a Omán como un centro regional de producción y creatividad cinematográfica. El proyecto es resultado de la colaboración entre la Embajada de Francia en Omán y el Ministerio de Cultura, Deportes y Juventud. 
En mayo de 2025, el director omaní Fahad Ramadan al Maimani anunció el lanzamiento de Aks, la primera plataforma del Golfo Pérsico dedicada exclusivamente a difundir producciones cinematográficas omaníes. Aks se concibe como una plataforma cultural y cinematográfica independiente orientada a impulsar la industria audiovisual del sultanato. Su objetivo es dar visibilidad internacional al cine omaní, superar las limitaciones de distribución y crear un archivo digital de cortometrajes narrativos y documentales realizados en el país. 

### Sociedad
El Sultanato de Omán se distingue de sus vecinos de la península arábiga, en parte por su orientación religiosa ligeramente diferente, pero también por la original personalidad del Sultán Qaboos, que ha llevado a su país en una dirección muy distinta a la de los demás emiratos. Invirtiendo en la cultura, las artes, el patrimonio y la educación más que en proyectos inmobiliarios o comerciales, cultivando un arte de vivir en el que la religión es emancipadora más que opresora, el Sultanato se erige como un contramodelo de las monarquías petroleras donde el lujo compite con el rigor religioso. 

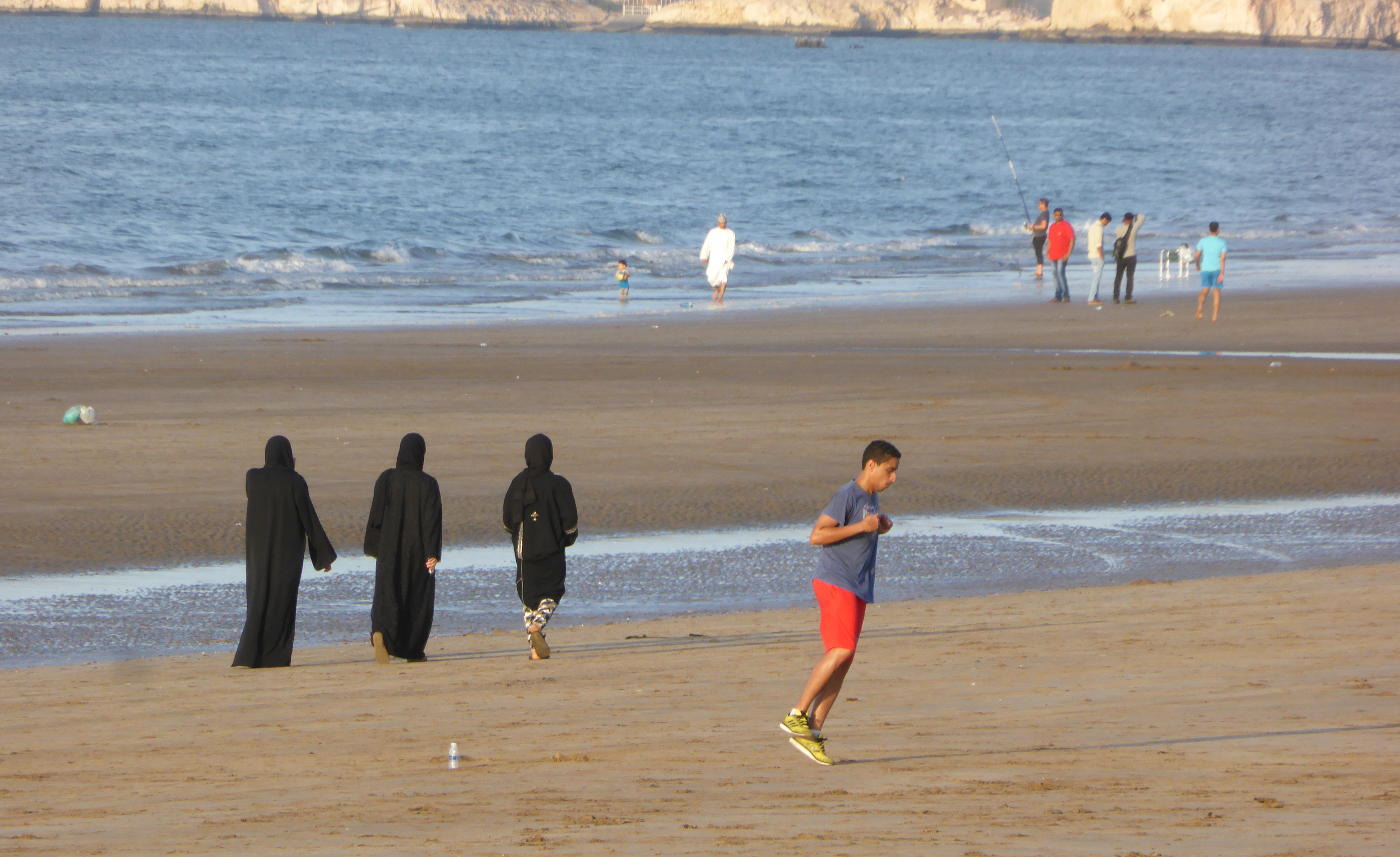
Mujeres cubiertas con velo en un playa de Omán

El académico Khalifa Ben Mubarak explica: "Muchos jóvenes no entienden por qué su país no se parece a Dubai o Abu Dhabi. Les decimos que no necesitamos imitar a los occidentales ni construir rascacielos para ser modernos. Sólo necesitamos saber quiénes somos para progresar "
El país practica oficialmente la sharia, lo que significa que la ley religiosa es la fuente principal del código penal. Sin embargo, en este país jaredí, la visión de la ley religiosa es muy diferente de la que se practica en los países vecinos wahabíes (Arabia Saudí, Catar), y la libertad religiosa está garantizada, las mujeres pueden trabajar o conducir y no están obligadas legalmente a llevar velo, y el país cuenta con tribunales modernos que no llevan a cabo lapidaciones ni dictan sentencias anacrónicas. 
Las parejas no casadas pueden compartir habitación en un hotel, el alcohol y los cigarrillos están disponibles en tiendas especializadas (pero su consumo en la vía pública está regulado), y el país cuenta con playas donde las mujeres pueden bañarse libremente en bañador.

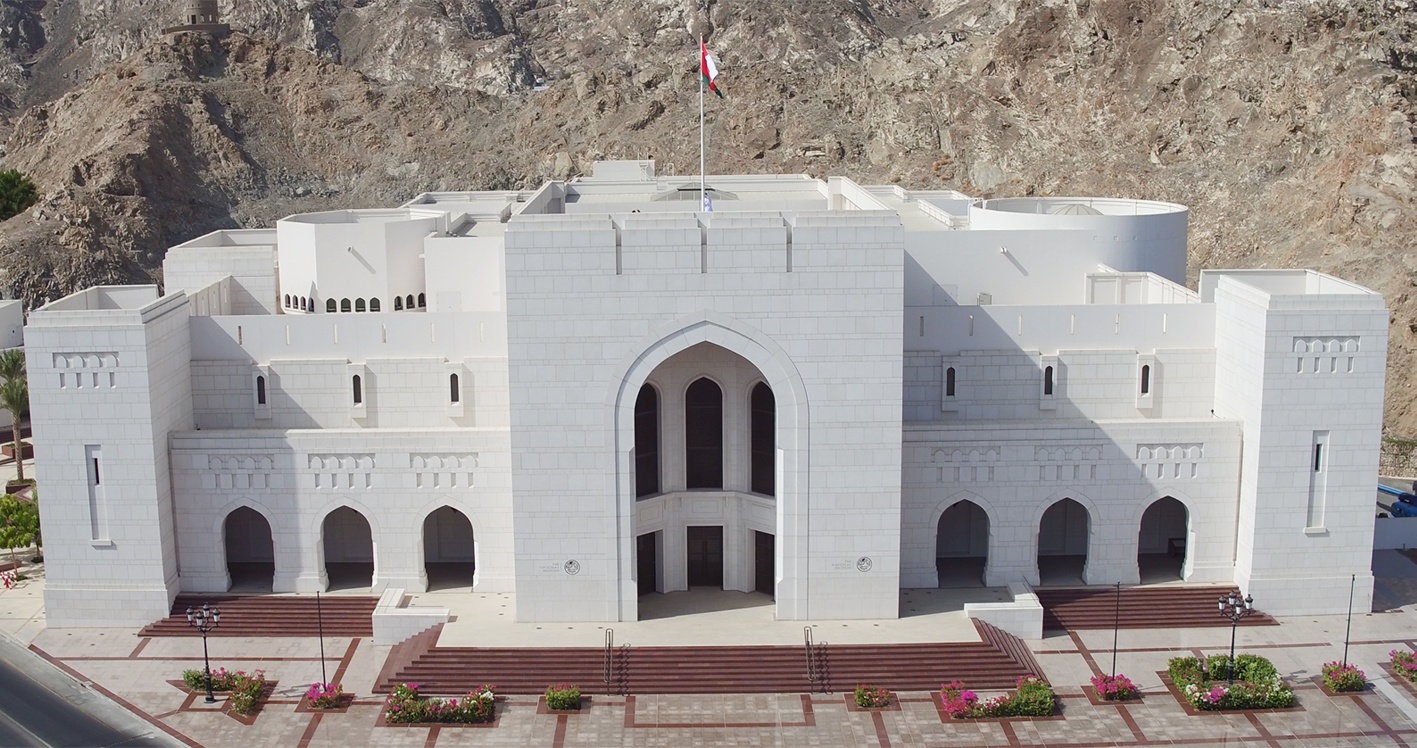
Museo nacional de Omán

La homosexualidad está teóricamente castigada con penas de prisión en virtud de los artículos 33 y 22 del Código Penal, pero la pena no parece haberse aplicado nunca. En cuanto al sultán Qabus ibn Saïd (fallecido en 2020), el diario France-Soir afirma que: "[no] hace nada como sus homólogos de los países del Golfo. Divorciado, sin hijos y casi abiertamente homosexual, permitió a su pueblo la libertad de culto y reprimió muy poco el adulterio y la homosexualidad, a pesar de que oficialmente seguían considerándose delitos"
Según un académico francés residente en el país, "se respeta la ley islámica, pero las mujeres sólo se cubren el pelo con un velo si lo desean. Las que quieren bañarse en bikini tienen playas donde hacerlo. La música está elevada a la categoría de arte nacional, con orquestas subvencionadas por el Estado y un teatro de ópera que acoge producciones de todo el mundo.

### Arte

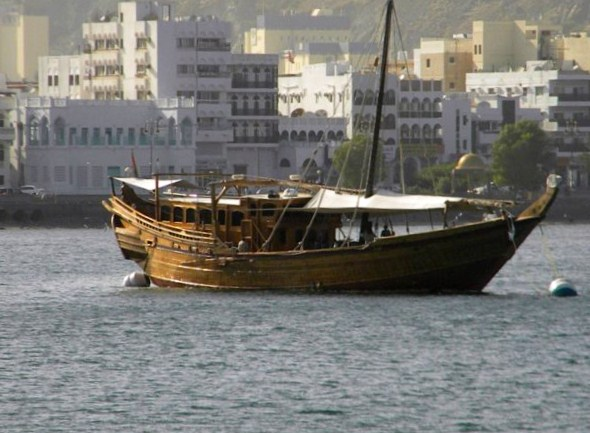
El dhow es un símbolo nacional de Omán.

El arte tradicional de Omán procede de su larga herencia de cultura material. Los movimientos artísticos del siglo XX revelan que la escena artística de Omán comenzó con prácticas tempranas que incluían una serie de artesanías tribales y el autorretrato en pintura desde la década de 1960. Sin embargo, desde la inclusión de varios artistas omaníes en colecciones, exposiciones de arte y eventos internacionales, como Alia Al Farsi, la primera artista omaní en exponer en la última Bienal de Venecia, y Radhika Khimji, la primera artista omaní en exponer tanto en la Bienal de Marrakech como en la del Gueto de Haití, la posición de Omán como recién llegado a la escena del arte contemporáneo en los últimos años ha sido más importante para la exposición internacional de Omán.
La Galería Bait Muzna es la primera galería de arte de Omán. Fundada en 2000 por Sayyida Susan Al Said, Bait Muzna ha servido de plataforma para que los artistas omaníes emergentes muestren su talento y se sitúen en el panorama artístico más amplio. En 2016, Bait Muzna abrió un segundo espacio en Salalah para diversificarse y apoyar el cine artístico y la escena del arte digital. La galería se ha dedicado principalmente a la consultoría artística. La Sociedad Omaní de Bellas Artes, creada en 1993, ofrece programas educativos, talleres y becas para artistas de diversas disciplinas.

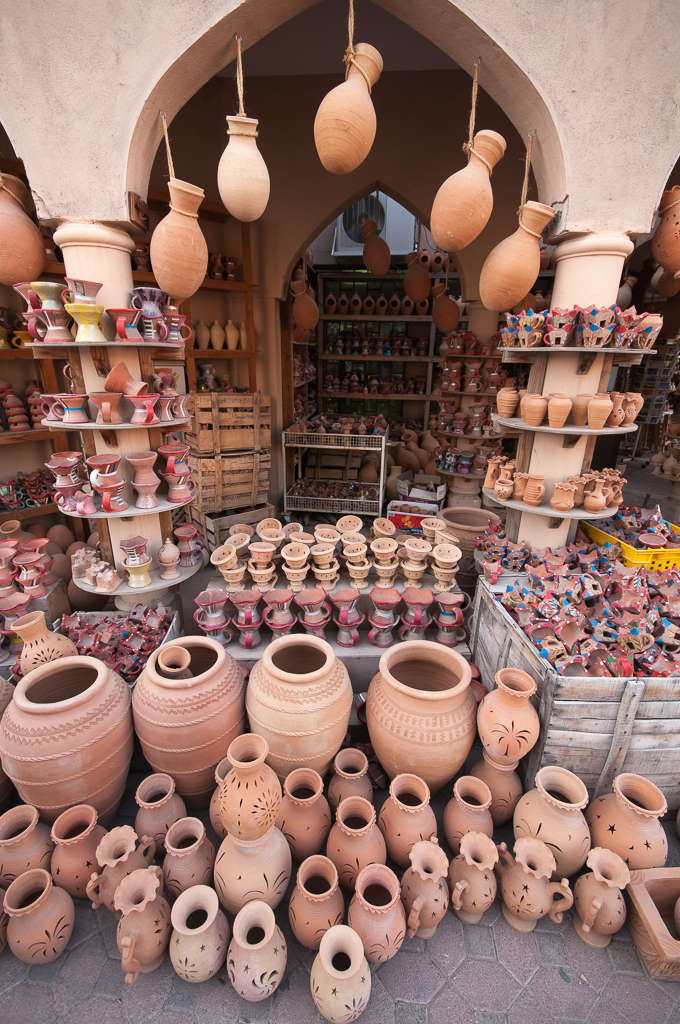
Mercado de Artesanías de Nizwa

La principal institución cultural del Sultanato, el Museo Nacional de Omán, abrió sus puertas el 30 de julio de 2016 con 14 galerías permanentes. Expone el patrimonio nacional desde los primeros asentamientos humanos en Omán, hace dos millones de años, hasta la actualidad. El museo da un paso más al presentar información sobre el material en escritura Braille árabe para personas con discapacidad visual, siendo el primer museo en hacerlo en la región del Golfo. El Museo Bait Al- Zubair es un museo privado financiado por una familia que abrió sus puertas al público en 1998. En 1999, el museo recibió el Premio Sultán Qaboos a la Excelencia Arquitectónica. Bait Al Zubair expone la colección familiar de objetos omaníes.

### Fiestas
| Fecha                                                                                             | Nombre en español                       | Nombre local               |
| ------------------------------------------------------------------------------------------------- | --------------------------------------- | -------------------------- |
| Calendario musulmán                                                                               |                                         |                            |
| 1 de Muharram                                                                                     | Año nuevo musulmán                      | Awal Muharram              |
| 12 de Rabi al Awal                                                                                | Nacimiento del Profeta Mahoma           | Al Mawlid Annawabi Asharif |
| 17 de Rajab                                                                                       | Ascensión del Profeta Mahoma            | Al Isra'a wa'l Mi'raj      |
| 1 de Shawal                                                                                       | Fin del Ramadán                         | Id el-Fitr                 |
| 10 de Dhou al Hidjia                                                                              | Fin del peregrinaje a La Meca           |                            |
| Calendario gregoriano                                                                             |                                         |                            |
| 1 de enero                                                                                        | Año Nuevo                               |                            |
| 23 de julio                                                                                       | Día del renacimiento*                   |                            |
| 18 de noviembre                                                                                   | Día Nacional                            |                            |
| 19 de noviembre                                                                                   | Cumpleaños del sultán Qaboos bin Said** |                            |
| (*)= Ascensión al poder del sultán Qaboos bin Said en 1970 (**)= Nació el 18 de noviembre de 1940 |                                         |                            |

## Deporte

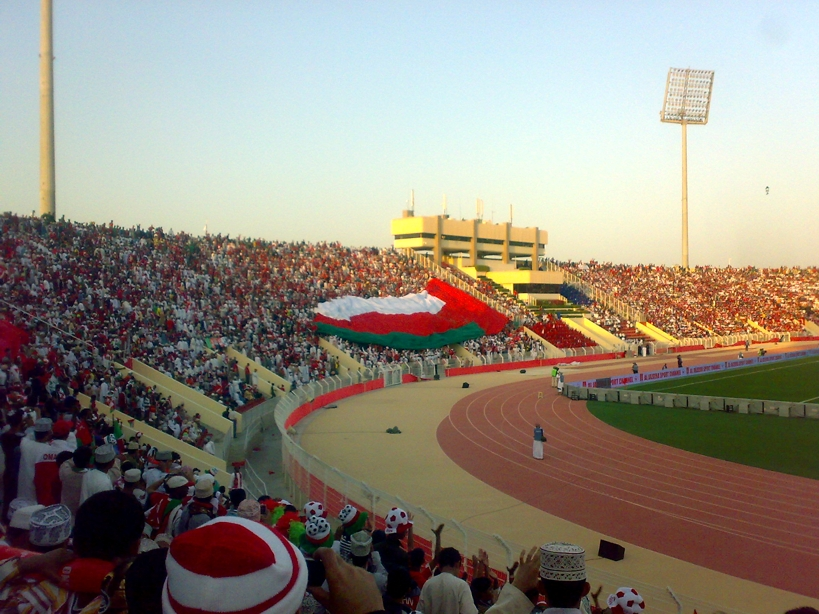
Omán acogió y ganó la Copa de Naciones del Golfo de 2009.

En octubre de 2004, el gobierno de Omán estableció un Ministerio de Asuntos Deportivos para reemplazar a la Organización General de Asuntos Juveniles, Deportivos y Culturales. La XIX Copa del Golfo Arábigo se celebró en Mascate del 4 al 17 de enero de 2009 y fue ganada por la selección de fútbol de Omán. La 23.ª Copa del Golfo Arábigo que tuvo lugar en Kuwait, del 22 de diciembre de 2017 al 5 de enero de 2018, con Omán ganando su segundo título, derrotando a los Emiratos Árabes Unidos en la final por penales tras un empate sin goles.
El primer "Clásico" jugado fuera de España se disputó el 14 de marzo de 2014 en el Complejo Deportivo Sultan Qaboos. El Real Madrid F.C. empezó con un equipo de once jugadores: Contreras, Míchel Salgado, Pavón, Belenguer, Fernando Sanz, Velasco, Fernando Hierro, De la Red, Amavisca, Sabido y Alfonso. También jugaron Emilio Álvarez, García Cortés, Torres Mestre, Morán, Álex Pérez e Iván Pérez. El FC Barcelona jugó con: Felip, Coco, Roberto, Nadal, Goicochea, Milla, Víctor Muñoz, Gaizka Mendieta, Giuly, Ezquerro y Luis García. También jugaron Moner, Ramos, Albert Tomás, Mulero, Arpón, Lozano y Christiansen. El partido terminó con un marcador de 2 a 1 a favor del FC Barcelona.